# 四日市ぜんそく

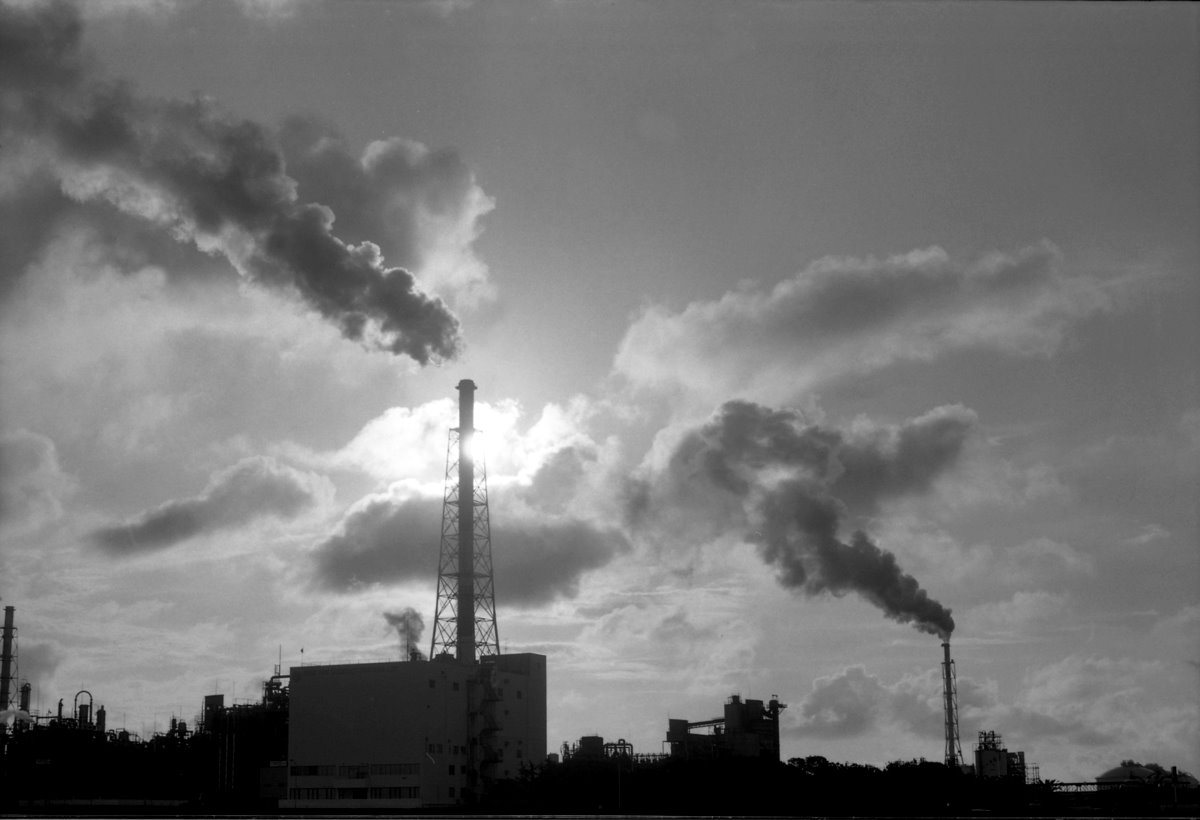
四日市コンビナートと白いスモッグ

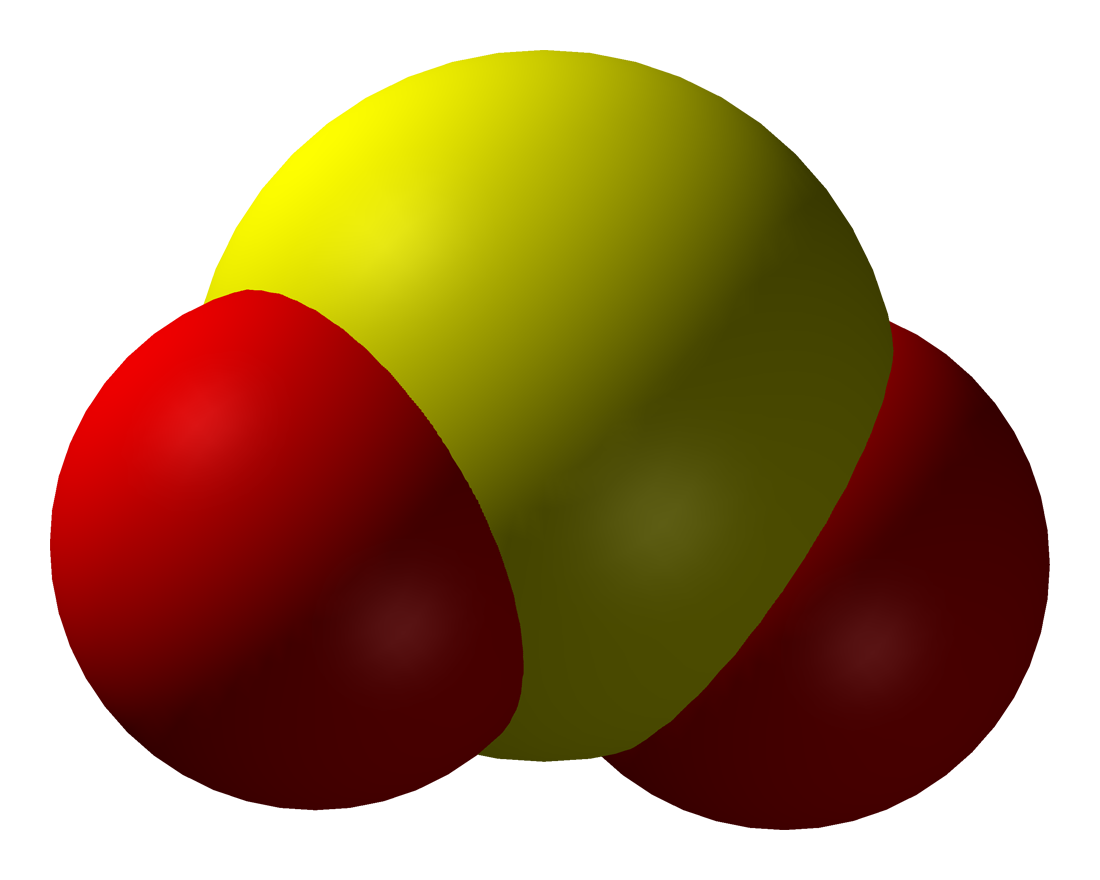
原因となった二酸化硫黄は、硫黄酸化物（SOx）の一つ。喘息や酸性雨の原因となる。

四日市ぜんそく（よっかいちぜんそく）は、1950年代末から1970年代にかけて問題化した戦後日本の公害問題。大気汚染による集団喘息障害で、水俣病、イタイイタイ病、新潟水俣病とあわせて、四大公害病の一つである。
三重県四日市市の四日市コンビナートから発生した二酸化硫黄が原因で、同市塩浜地区を中心とする四日市市南部地域・海蔵地区などの四日市市中部地域から南側の三重郡楠町（現：四日市市）にかけて発生し、1959年（昭和34年）から1972年（昭和47年）にかけて政治問題化した。
漢字では、四日市喘息と表記する。水質汚染を含めた環境問題としては、四日市公害と呼ばれている。四日市公害が発生した当時は別名では塩浜ぜんそく（四日市市内で使用）の名称や、大気汚染が原因で発生した健康影響事件として四日市のぜんそく事件（国会内で使用）の名称で呼ばれていた。

## 概要
1959年に入り、四日市コンビナート（第1コンビナートの工場群）に隣接する四日市市南部で急激に喘息患者が増加した。鈴鹿川沿いの漁村磯津地区は特に重症患者が多く「塩浜ぜんそく」や「四日市ぜんそく」と呼ばれた。発生当初は特に問題視されなかったが、昭和40年代に国会でも「四日市公害」や「四日市のぜんそく事件」と呼ばれ社会問題となった。
第1コンビナートの操業開始当時、排出される硫黄酸化物の総量は年間10万トン近くまで増加した。石油は石炭のような黒い煤煙を出さないので、石炭よりもクリーンに見えたが、実は気管や肺に障害を引き起こす硫黄酸化物を多く含んでいた。これが喘息の主要因として指摘される。当時、石炭の黒いスモッグに対して、四日市の煙は白いスモッグと称された。 
特に四日市のコンビナートでは、中東産の硫黄分の多い原油を使っていたことが、被害を悪化させた。1963年の第2コンビナート操業開始により大気汚染は更に悪化、1964年に喘息による初めての死者が発生した。高齢の患者が病気の苦しさや家族にかける負担などに悩んだ末、自殺する事件も起きている。
四日市市は公害病と認定した市民に対し、市費で治療費を補償する制度を1965年に開始。当時は国側にも公害患者を公費で救済する制度はなく、市の試みは全国初だった。認定患者の数は同年5月に行われた第1回の審査の時は18人だったが、1967年6月末には381人、1970年9月末には544人と急増。患者の増加に市だけでは治療費を負担できなくなり、国や企業も分担金を出すようになった。
四日市の大気汚染を改善したのは、高煙突ではなく、脱硫装置の普及やより硫黄分の少ない原油への切り替えだった。この2つは硫黄酸化物削減法としては、当時最も効果的であった。国と企業は硫黄分の少ない原油の輸入を増やすと同時に脱硫装置の開発を研究する。厚生省（現・厚生労働省）は、疫学的な手法で大気汚染による呼吸器への影響調査・検証をし、その結果高い有症率と大気汚染の関係を立証した。
1967年の塩浜中学校3年生の女子学生の四日市ぜんそくでの入院中の死亡を契機に、悲惨な状況を打破するため前川辰男（日本社会党所属の四日市市議会議員）はコンビナートの企業の内、明らかに加害行為が立証された6社（石原産業、三菱油化、三菱化成工業、三菱モンサント化成と中部電力、昭和四日市石油）のみに絞り込み、四日市公害訴訟を開始した。
一企業のみの加害行為（水俣病はチッソ、イタイイタイ病は三井金属鉱業、新潟水俣病は昭和電工）が明らかだった他の四大公害病と比較して、複数の工場群（四日市コンビナートには多数の企業が存在する）による四日市公害を裁くのは困難を極めたが、弁護団や科学者など多くの支援によって1972年に四日市公害裁判に勝訴した。

## 原因
四日市コンビナートが建設されたことによって、1960年代に四日市市は急速に工業化された。工場の生産活動で大量の亜硫酸ガス（硫酸ミスト）が大気中に排出された。三重大学医学部公衆衛生学教室に所属していた吉田克巳教授などの医学者や環境学者は、原因不明の喘息などの疾患の原因について学術調査をした。
公害患者が発生した塩浜地区が、四日市コンビナートの亜硫酸ガス排出源の風下の位置であり、地理的に亜硫酸ガスの着地点で濃度が高いことから、四日市ぜんそくは亜硫酸ガス（二酸化硫黄）や二酸化窒素や二酸化炭素の増加が原因であるとした。昭和30年代に三重県四日市市で（塩浜地区に）第1コンビナートが操業を始めたことを発端とする公害対策として排出量の規制が行われた。四日市ぜんそくによって悪名の意味で四日市市の知名度が向上した。
四日市ぜんそくを引き起こした有害物質の中で、一番影響が強かったとみられる物質は、四日市コンビナートから10万トン排出された硫黄酸化物 (SOX) であった。石油は石炭と違い黒いばい煙を出さず、石炭よりもクリーンなエネルギーと呼ばれていたが、気管や肺の障害や疾患を引き起こす硫黄酸化物を多く含んでいた。四日市コンビナートでは中東産の硫黄分の多く含んだ原油を使用していた。
中部電力があった第2コンビナートと化学系企業が中心であった第1コンビナートから硫黄酸化物が排出されて「白いスモッグ」と呼ばれた。四日市市は救済に乗り出したが犠牲者は1000人を超えた。四日市コンビナート企業の有罪が確定してから、官民あげての公害被害者対策が講じられた。

## 症状
気管支炎や気管支ぜんそくや咽喉頭炎など呼吸器疾患になる。大気汚染による慢性閉塞性肺疾患であり、息苦しく、喉が痛み、激しい喘息の発作が起こる。症状がひどいと呼吸困難から死に至る。心臓発作や肺気腫（肺がん）を併発する場合もある。
黒川調査団の報告では
1. 気管支ぜんそく
2. ぜんそく性気管支炎
3. 慢性気管支炎
4. 肺気腫

の四種類の疫病が「閉塞性呼吸器疾患」と総称されて、医療費のうち国民健康保険などがカバーする以外の自己負担分を四日市市が支払った。

## コンビナートの誘致
- 四日市市長の平田佐矩と三重県知事の田中覚がコンビナート誘致活動の中心となり、日本初のコンビナート施設である四日市コンビナートが誘致された。漁網・紡績など繊維産業中心の軽工業から、石油化学産業の育成が図られ、四日市の重工業化が行われた。
- 塩浜地区に第1コンビナート、午起地区に第2コンビナート、霞ヶ浦地区に第3コンビナートが建設された。1955年（昭和30年）に はコンビナート建設のために、四日市市塩浜地区の旧大日本帝国海軍燃料廠跡地が石油関連企業に払下げられる。1956年（昭和31年）に第1コンビナートの建設を開始する。1957年（昭和32年）に第2コンビナートの埋立てを開始する。1959年に、第1コンビナートが本格稼働する。

### 政治的背景
1955年（昭和30年）の三重県知事選挙では、以下の構図となった。戦後初の公選知事であった現職の青木理三重県知事には、自由党・日本民主党の推薦と三重県内の川崎秀二衆議院議員など、四日市市選出以外の保守系国会議員・保守的な三重県議会議員の支持があった。
新人候補の田中覚には、自治労三重県連合・三重県の職労団体・三重県の官公労組織・三重県の地方労協組織・総同盟三重県連合・ゼンセン同盟三重県支部・近鉄労組・紀州工業労組などの労働者の支持と、桑名農協・員弁農協・三泗農協・中勢農協・宇治山田農協・北勢農協・牟婁農協など三重県内の農協の支持と日本社会党（右派社会党本部・右派社会党三重県連合・左派社会党本部・左派社会党三重県連合）の支援があった。
三重県の保守層が、革新知事の誕生に危機感を強めて、いわゆる田中赤攻撃とされる以下の中傷攻撃をした。「田中はアカだ」「伊勢神宮がある聖地三重県が左翼に汚される」「三重県が共産主義になる」と、マルクス主義者だという誹謗中傷のビラをまいて警戒した(平野孝 1997)。田中を応援した親しい官僚は、「田中が赤いのは間違いである。田中は若いのだ」と反論した。
日本社会党の労組組織と、地元の塩浜地区を中心とする四日市市民の応援と四日市市の保守層（山手満男）の支持を得た田中が当選して、三重県に日本初の革新自治体が誕生する。田中の出身地の塩浜地区は工業化による四日市コンビナート企業の社宅設立で人口が増加して塩浜地区（塩浜駅周辺の南部）と三浜地区（海山道駅周辺の北部）の2地区（小学校区）に分裂して、塩浜地区は工業化によって地区が発展すると、塩浜地区民は期待していた。
三重県は、自由民主党と日本社会党が共に、田中を支えるオール与党体制となる。1959年の四日市市長選挙で日本社会党と四日市北部（富田地区・富洲原地区を地盤とする）保守層の支持を得た平田佐矩が四日市市長に当選する。

### 軽工業に代わる新産業としての重工業化政策
戦前までの四日市市は紡績（繊維産業）の町として有名であった。四日市市は、東洋紡績（市内に東洋紡績富田工場・三重工場・四日市工場・塩浜工場・楠工場）、東亜紡織（市内に泊工場・楠工場）、平田紡績（市内に富洲原工場）の発祥地であった。繊維産業を中心とする軽工業に代わる重工業化政策の必要性から、日本で最初の本格的な石油化学コンビナートの誘致が田中を中心とする三重県と、平田を中心とする四日市市によって行われた。

### 反対運動
- 第1コンビナートが塩浜に建設されたことが、四日市ぜんそくの発端となった。当初は第1（石油化学）四日市コンビナートによる「塩浜ぜんそく」と呼ばれるもので塩浜地区のみの被害だったが、高煙突化によって（三重郡楠町・浜田地区・日永地区）に公害が拡大した。内部地区・河原田地区に三菱油化河原田工場[18]が建設される予定だったが（第1石油化学コンビナートを増設した工場施設の建設計画）公害の健康不安から工場建設に反発した四日市市民による激しい反対運動があった。第1コンビナートを拡大して石油化学企業を誘致する計画が、四日市市民と地区住民の反対で中止となった。
- 環境運動家や革新政党は戦前の大日本帝国による戦争は「平和ではない時代の殺人」、四日市ぜんそくによる公害問題は「平和な時代の殺人」として反公害運動を拡大して、四日市市は公害（毒ガスに類似する大気汚染）による悲劇の実験都市であるとして、四日市市を公害問題のモデルにして環境問題に取り組んだ。
- 第2コンビナートは四日市市中部など臨海部に被害を拡大させた。第3コンビナート（四日市市北部の霞ヶ浦地区）が建設されたが、風向きが富田地区と反対の南側に吹いていたこと。プラント設備の改善されたこと。人工島で住宅地から離れていたことから四日市市北部のでは深刻な公害による被害が発生しなかった。
- 煙突から煙を吐き、昼夜を問わず光とともに稼動する大工場の風景は当初、街の誇りであった。このことはコンビナートのすぐ近くにあった塩浜小学校の校歌にも「科学の誇る工場」と歌われていた。公害を理由に、この校歌の歌詞は保護者の抗議を受けて変更された。

### 行政の責任
四日市市民から四日市の経済発展が期待されていたが、工場が稼働を開始からほどなくして街の空は曇り始め、悪臭や異臭の苦情が出始め、その後市内のぜんそく患者が急増した。他の公害病である四大公害病（水俣病・イタイイタイ病・新潟水俣病）と比較して、経済の発展を優先した行政機関である三重県と四日市市が公害裁判で行政の責任も問われたことが特徴である。
国は1962年にばい煙規制法を制定し、対象地域の指定を政令事項として大気汚染の規制をはじめたものの、三重県四日市市は第一次指定地区から外されていた。。第一次指定地区から外された理由は、行政当局による実態調査の資料の不足にあったと言われており、これが事実なら第一次指定の除外は行政の責任だった。調査を怠っていた県市は、住民から早く対策をと言われるたび、「現在のところばい煙については法律的に野放しの状態。早く法律指定を受けるように努力するから、それまで我慢してほしい。」と繰り返していた。

### 高度経済成長による経済発展の代償
- 当時（戦後期）の三重県知事（田中覚）と四日市市長（吉田千九郎→吉田勝太郎→平田佐矩→九鬼喜久男）など政治家の関与があり文系出身の政治家であったので[21]、理系である石油や化学物質の詳しい知識がなかったのが公害被害を防止できなかった要因の1つである。
- 三重県は田中が知事だった高度経済成長期には四日市コンビナートが誘致されて経済成長した。石油化学産業が発展したことで生産所得は倍増したが四日市市民の所得は全国平均以下の工場労働者の町となった。田中覚知事によってホンダ（本田技研工業）が誘致されて鈴鹿市の自動車産業が発展したことで、高度経済成長期の1960年代の経済成長率が平均13%を続けることとなった[22]。

### 四日市公害病事件が三重県の経済に及ぼした影響
- 昭和戦後期に津港や松阪港付近も工業開発が予定されていたが、工業開発が中止になった理由が四日市ぜんそくの発生だった。
- 石油化学関係の知識がなく、戦前からの東洋紡績や東亜紡織（トーア紡コーポレーション）と同じように地域貢献をして、環境保全をすると考えていた平田紡績出身の平田佐矩市長は、まさか石油化学企業が汚染物質を大量に排出するとは思っていなかったという[23]。

### 保守政党（自由民主党）対革新政党による政治問題化
四日市ぜんそくは三重県北部で政治問題化し、自由民主党や財界を中心とする保守政党（四日市コンビナート企業側）と、革新政党（公害患者を支援する被害者側）の政治対立につながった。自由民主党は政治的信用を失い、（日本社会党・民社党・公明党・日本共産党）が公害問題に取り組む革新政党としての支持を広げて、三重県での革新勢力（野党）の拡大を許した。また四日市ぜんそくは環境庁設立の要因となる。

## 公害の歴史

### 建設地
- 1960年代に四日市港沿いの半島地形であった塩浜地区周辺や納屋地区や伊勢湾沿いの海水浴場であった須賀浦海水浴場（四日市市北部の天ヶ須賀地区）・松ヶ浦海水浴場（四日市市北部の富田一色地区）・富田浜海水浴場（四日市市北部の富田地区で第3四日市コンビナートが建設された）・霞ヶ浦海水浴場（四日市市北部の羽津地区で第3四日市コンビナートが建設された）・午起海水浴場（東橋北地区で第2四日市コンビナートが建設された）の砂浜を埋め立てて四日市の石油化学コンビナートや港湾施設が建設された。四日市公害（四日市ぜんそく）は化学企業が立地していた第1コンビナート付近の塩浜地区と、石油企業が立地していた第2コンビナートのスモッグが直撃した海蔵地区の塩浜・海蔵の2地区で公害被害が甚大であった。第1コンビナートの建設地は塩浜地区で四日市港沿いの住宅地の周辺であり、戦争中に建設されて四日市空襲で壊滅した海軍燃料廠の跡地があった。そこに、第1コンビナートを建設した。それが、四日市喘息の初期である塩浜喘息の要因となる。公害対策として第1コンビナートの高煙突化が行われたが、それによって被害が甚大であった塩浜地区以外の以下の地区（三重郡楠町と四日市南部の日永地区・浜田地区）に四日市公害が拡大した。
- 第2コンビナートの建設地は午起海水浴場で埋め立てによって建設された。
- 東橋北地区と西橋北地区は納屋地区は近隣に工場がある公害汚染地区である。
- 羽津地区・海蔵地区・中部地区は汚染物質が拡散した地区である。
- 第3コンビナートは伊勢湾を埋め立てた人工島で住宅地と離れていたことと、プラント設備など公害対策がとられたので富田地区には深刻な公害が発生しなかった。
- 塩浜地区を中心に子供が死亡するケースや公害患者の自殺事件が発生した。四日市公害問題は高度経済成長がもらした公害の典型であった[37]。

### 公害前期
四日市市の石油化学コンビナートの建設は旧海軍燃料廠跡地に通産省の指導でイギリスのシェル＝三菱系の石油関連資本に払い下げられた1955年にはじまり、昭和34年頃から第1コンビナートの本格的な操業が開始された。続いて昭和38年に大協石油・大協和石油化学・中部電力の第2コンビナートが操業を開始した。四日市コンビナートの誘致と建設で有名な言葉となり、四日市市民に定着している用語の「コンビナート」（企業集団）とは戦後に広まった新しい外来語で、当時（昭和時代）の社会主義国であったソビエト連邦で誕生したロシア語であった。四日市市民にこのロシア語が日常用語として使用された。
昭和40年代になり、塩浜地区の磯津港で水揚げされる魚は臭い汚染された魚と見られて、風評被害で水産物の購入が敬遠された。塩浜地区民に異常な変な咳の症状の被害が発生した。ぜいぜいと息をする喘息症状の発作が起きるなどの病気が集団発生して塩浜地区民に健康被害が急増した。磯津地区の開業医であった中山医師は、「正確には喘息と確定ではないが喘息の様な特異な疾患」に「塩浜ぜんそく｣と命名して、喘息発作止めの注射を打つなどの注射投与による治療方法を考案した。中山医師は注射による措置が有効として公害患者には特別な治療行為をした。 三重県の革新知事であった田中覚は四日市コンビナートの建設によって「輝ける伊勢湾時代」を展望して「大四日市」を構想していた。四日市の工業生産は急成長をしていたが、人口の伸びが鈍り1964年頃には四日市市転入人口より転出人口の方が多くなり人口の構造が逆転して、四日市市の人口30万人都市計画は挫折した。「これは公害の問題ではない。現実の四日市市民が困っている事態で市長として見捨てられない。四日市市が見舞金として支出しても良いではないか。四日市が踏み切れば、国家と三重県が放っておくまい。必ず四日市市に同調をする」以上が平田市長の考えであった。厚生省の反対を押し切り四日市市単独で患者の医療費の補償制度を開始した。街には悪臭が広がり、伊勢湾では汚染された魚が獲れるようになり、四日市市内で漁業が盛んだった塩浜地区・富田地区・富洲原地区の漁村では漁業が衰退した。1963年に工場に最寄りの塩浜地区では、ばい煙・騒音などの環境問題を四日市市に訴えた。この年にに異臭魚の被害が拡大したことで「磯津漁民一揆」がおきる。
以下の公害運動をする環境団体が結成された。
1. 公害市民学校が開校[43]された。
2. ミニコミ公害トマレが発刊[44]された。
3. 四日市地域の三泗地域地区労
4. 公害患者を守る会
5. 日本社会党と日本共産党の支持組織で組織された「四日市公害対策協議会」が結成された。
6. 自治労が推薦する「四日市公害訴訟を支持する会」が結成された。
7. 磯津の住民による「公害を記録する会」が結成された。
8. 新左翼系の「四日市公害と戦う市民兵の会」[45]が結成された。
9. 革新系の四日市市議会議員を長とする「公害患者を励ます会」が結成されたが各組織が1つの組織にまとまらなかった。

地区労の大部分をし占める「三重県化学産業労働組織協議会」は四日市公害訴訟には中立的立場で不支持を表明をした。

#### 黒川調査団
1962年にばい煙規制法と改正工業用水法が成立した。しかし、ばい煙規制法の第一次指定地域には京浜、阪神、北九州が指定されていたが、四日市コンビナートのある三重県四日市市は指定されていなかった。第一次指定から外された理由は、行政当局による実態調査の資料の不足にあったと言われている。四日市市ではばい煙による局地的な公害が深刻化しており、三重県と四日市市は、四日市市のばい煙規制法の適用地域に指定されることを強く要望していた。1963年に三重県四日市市を適用されるための基礎資料を得ることを目的に、厚生省および通商産業省（通産省）からの委嘱により、工業技術院院長の黒川真武博士を中心に、八委員と四専門員の計十三人の一流の学者でら成る「四日市地区大気汚染特別調査会」（通称：黒川調査団）が発足した。
2000万円の予算を計上した「黒川調査団」が大気汚染の現地である四日市市の塩浜地区の調査をする。1964年の3月国会で報告された調査団の報告書には、四日市市の大気汚染を防止するための対策として、排出基準の強化と処理施設の設置、都市計画の再検討、住宅地帯の分離、緑地帯の設置、住居の集団移転、被害者治療施設の設置、公害防止施設整備資金についての助成措置などの諸点について勧告するとともに、今後の他地域での工業立地に際しては、立地計画段階での公害の未然防止のための強力な行政指導、公害対策を折り込んだ合理的な都市計画の策定、防除技術の開発研究の促進などの必要性などの10項目の勧告がなされ企業、行政などが実施すべき公害防止対策が示された。
1964年に公害健康被害補償法と公害紛争処理法が成立した。ばい煙規制法に代わって昭和40年代に大気汚染防止法と騒音規制法が制定される。

### 公害後期
1967年に九鬼喜久男市長が四日市市の更なる工業化のため、四日市市議会の自民党系議員に第3四日市コンビナートを建設する議案の採決を働きかけ、強行した。霞ヶ浦地区を埋め立てて昭和40年代に第3四日市コンビナートを建設する議案が強行採決された。第3コンビナート建設予定地の周辺の地区（四日市市北部地域の羽津地区・富田地区・富洲原地区で公害が拡大することが想定された）で「ノーモア塩浜」のスローガンで公害になると反対していた富田地区連合自治会長・富田地区の住民が見守り、公害が発生していた塩浜地区・中部地区・橋北地区・海蔵地区・日永地区などの四日市市南部地域と中部地域に在住する公害患者が喘息で咳こみ苦しんだり、強行採決に怒りながら傍聴していた。前川辰男議員などの革新クラブ（日本社会党系議員・日本共産党系議員）・公明党・新風クラブ（民社党系議員）の必死の抗議と反対を押しのけて富田地区・富洲原地区の自民党系議員と四日市市西部の農村の自民党系議員によって、四日市第3コンビナートを建設する議案が与野党の激しい乱闘の末に四日市市議会の議場で、賛成が（自民党系）の26票、反対が（野党の日本社会党・日本共産党の革新系と公明党・民社党の中道系）の15票の賛成多数で強行採決された。
四日市公害によって地区別では塩浜地区で600人以上の犠牲者、次に被害があった海蔵地区で約200人の死者、中部地区・橋北地区・日永地区でもそれぞれの地区で100人近くの犠牲者が出たと云われる。またそれ以上に自殺者が多数いて、乳児死亡者が多数いて、因果関係不明の死亡者が多数出た。実際の犠牲者は公害病の認定患者とされるのは約1000人だが、塩浜地区民（人口1万5000人）の内、約40%の住民が身体の異常を訴え、6000人近くの軽度の喘息患者がいたという。よって、公害患者以外の因果関係不明の死亡者を含むと四日市公害の犠牲者は1000人を超え2000人以上の四日市市民が死亡した可能性がある。一方で四日市市北部の富田地区・富洲原地区と四日市市西部の地区では犠牲者は0人であった。
治療は塩浜病院で行われた。1965年に「四日市市公害病認定制度」が発足して、「公害対策委員会」も発足したが、四日市コンビナートは規模を拡大する一方であった。1969年3月に 四日市公害裁判中だった78歳の原告男性が死亡した。 1969年12月 石原産業の工場排水で伊勢湾が汚染されて四日市海上保安部が摘発した。1971年7月には佐藤内閣によって「環境庁」が発足した。また四日市公害裁判の38歳で原告だった女性がぜんそく発作で死亡した。1972年4月に 「三重県公害防止条例」が改正、硫黄酸化物の総量規制がされる。1972年7月24日に「四日市公害病裁判」で患者側が勝訴した。1972年9月2日に小学4年の女児がぜんそく発作で死亡した。1973年10月に 「公害健康被害補償法」が成立した。1974年「三重県公害防止条例」が改正されて、窒素酸化物およびCODの総量規制がされる。1987年9月に 「公害健康被害補償法」が改正されて新規の公害病患者の認定を廃止する。1994年に公害病患者の減少で塩浜病院は閉鎖され、三重県立総合医療センターとなった。

### 三重県警察と衝突した磯津漁民一揆
重油発電に転換した第2四日市コンビナート内にある中部電力三重火力発電所（四日市火力発電所）が第1コンビナートからの排水で生物ゼロの死の海となった伊勢湾周辺の四日市港（各四日市コンビナート工場の汚排水が流れ込む）伊勢湾の海水を午起地区から取水して、中部電力の発電機の冷却に使用していた。
中部電力は伊勢湾の海水を冷却した後、その冷却した温排水を港と反対側の塩浜地区と楠町の中間の鈴鹿川へ放流していた。水質汚染で塩浜地区の磯津漁港付近の伊勢湾は死の海と変化して磯津漁師の生活権を奪った。 塩浜地区の磯津港近辺の魚がくさく異臭をするようになり風評被害で売れないことから、漁村である磯津の漁師は、鈴鹿川の水を冷却に使い港へ放流する方法の要求と、使用した海水を四日市港へ放流するなどの処置を中部電力に要求したが聞き入れられなかった。
1963年6月21日に、昭和史（特に戦後史）では珍しい貴重な一揆であり、通称名で磯津漁民一揆と呼ばれた漁民一揆が発生をした。三重県・四日市市・会社側（中部電力）と磯津漁民との間で度重なる交渉があったが、返答に業を煮やした磯津漁民は「中部電力の排水口を閉じてしまえ」と10隻の漁船に100人が乗り込み、陸から150人がスコップを手に排水口に押しかけた。
400人程度の磯津漁港の漁民が、廃船と土のうを使用する方法で法的に暴動と誤解される磯津漁民一揆と呼ばれた刑事事件を犯した。しかし磯津漁民の実力行使に対して中部電力と三重県の要請で、三重県警察の警官隊が大量出動をした。工場側は警察権力で水門を警備することとした。
磯津の漁民は、三重県警の警官隊の制止を無視した。警察の言う事を聞かず、力ずくで磯津漁港の漁民が実力行動に移った。三重県警察は機動隊80人と私服警官30人と警備艇2隻を動員した。磯津漁民による磯津漁民一揆の罪状は「水利妨害の刑法123条違反」であった。塩浜地区連合自治会長であった男性が、この事態が一大事として「留め男」となって塩浜地区の磯津漁民と中部電力の仲介を三重県に頼んだ。同じ塩浜地区出身の田中覚知事に解決をせまることにした。

### 公害の種類
1. 大気汚染（亜硫酸ガス）
2. 水質汚濁（濃硫酸・濃硫酸垂れ流し・異臭魚）
3. 悪臭・騒音・振動・地盤沈下・爆発・火災

- 無臭の亜硫酸ガスは気管支ゼンソク・慢性気管支炎・肺気腫を引き起こした[54]。

### 調査結果
「広報よっかいち」に四日市市公害対策委員会が進めていた調査結果が公表された。公害対策委員会は汚染地域に亜硫酸ガス測定器を設置して、系統的な化学分析を行っていた。
- 降雨に含まれる謀煙やチリの降雨量は、冬季では磯津地区の29.9g（平方m）が最高で、これに東橋北地区の21.1gと築港地区の14gが続き、一番少ないのは三重地区の5.5gであった。
- 夏は築港地区の25.6gが最高であった。降雨に含まれる謀煙やチリの降雨量が多い地区は以下の順番で第2位の地区が塩浜地区の15.5gであった。旧市街地地区の15.5g、三浜地区の12.1gが続いた。
- それにより住民の生活環境はさらに悪化して、塩浜地区では四日市市による調査世帯の約4割（40%）が何らかの症状を訴えており、中でもアレルギー症状疾患・心臓病・慢性気管支炎などの症状が多かった。
- 調査結果では以下の順位である。
  1. 四日市市内で有病者が多い第1位の地区は塩浜地区が有病世帯比率が最多であった。
  2. 次に有病者が多かった第2位の地区は海蔵地区の38%であった。
  3. 以下の順番で有病者が多かった。四日市市の調査では、有病者が多い地区の第3位は三浜地区であった。
  4. 有病者が多い地区の第4位は浜田地区であった。
  5. 有病者が多い地区の第5位は東橋北地区であった。
  6. 有病者が多い地区の第6位は日永地区であった。
  7. 有病者が多い地区の第7位は納屋地区の順番で有病者が多かった。
  8. 以下は順位不明の有病者が多い地区の中位に西橋北地区・中部東小学校区・中部西小学校区・羽津地区と続いていた。
  9. 四日市市の調査対象地区で、有病者の比率の最低比率であった三重地区・四郷地区でも27%であった。
- 工業地域で大気汚染がある塩浜地区では学童の16.1%にアレルギー性疾患・心臓病・慢性気管支炎の症状があったのに対して、農村地帯の三重地区では7.9%に留まっていた[55]。
- 四日市市当局が三重大学・名古屋大学に調査してもらったところ、四日市市内の硫黄酸化物は名古屋市の4倍近いことが分かった。四日市市立三浜小学校（公害汚染地域の塩浜地区）の4年生の身体症状を調査したら、8割以上の児童が変な異臭を訴えて、頭痛、喉の痛み、眼の痛み、吐き気などを経験していた。石油化学コンビナートが大気汚染原であると報告された。しかし、四日市コンビナートの企業、日本政府、四日市市は調査の結果を秘密にした。昭和38年には第2コンビナートに隣接する高浜地区で連日のように悪臭、硫酸ミスト（霧）、騒音などの公害事件がおこり、新聞・テレビで報道された。それでも四日市市は第3コンビナートの建設をすすめようとした[38]。

### 最初に認定された公害患者の死亡例
1964年に塩浜地区に在住する62歳の男性が、石原産業を退職後に気管支喘息を発病して、塩浜病院に入院していた。1964年3月31日から三日間の期間内に、猛烈なスモッグが塩浜の町を襲っている最中に1964年4月2日に肺気腫で死亡した。男性は主治医に「死後、自身の身体を解剖して、病気の原因を調査してほしい」との遺言を残して息を引き取った。「産業医学研究所」のスタッフと吉田克己教授が解剖した結果、山口県宇部市で開催された（大気汚染協議会）で「四日市公害」による最初の死亡例として報告された。平田市長は四日市コンビナートの誘致による重工業化政策によって四日市市（四日市地域）が驚異の経済発展をしたことに自信があり、日本横断運河の建設などの大型公共事業を推進していたが、男性の葬儀に四日市市長として参列をした際に、塩浜地区民から責任を追及されたことで、塩浜地区民への罪悪感を持つようになった。

### 教育著名人の公害病死
三重県の旧制中学出身の教育者で四日市公害の犠牲者がいる。文学的な教育活動で有名だった三重県立桑名高等学校校長の鷲野義俊校長が昭和42年10月5日に64歳で塩浜病院で四日市公害の被害により気管支疾患で死亡した。平成30年度の厚生労働省や総務省の国勢調査の統計で100歳以上の老人が四日市125人での津市が171人となっている。人口が3万人少ない三重県内の都市の津市より四日市市の100歳以上の老人が少ない要因は、四日市公害の影響で明治大正生まれの老人の病死が急増したことであると公害関係者から主張されている。

### 子供の被害
公害病認定患者872名中では小中学生は224名にのぼる。
塩浜小学校6年生の男子は塩浜病院小児科病練に入院していた。近くの塩浜小学校と病院との生活が日課であった。
塩浜中学校3年の女子生徒の公害病死
1967年10月26日午前1時、七ツ屋町〔三菱油化に隣接〕に住む公害病認定患者の塩浜中学校3年生の女子生徒が、喘息による心臓発作で呼吸困難となり、紙片に「家に帰りたい」と最後の言葉を残し15歳で病死した。東京都への修学旅行に行くことで「塩浜よりきれいな空気が吸える」と楽しみにしていた修学旅行の直前であった。同年10月31日の吉田茂元総理大臣の国葬の同日に1500人の四日市市民により大規模な追悼集会が開かれ「彼女が死んだなんて言うな殺されたのだ」のプラカードが掲げられた。
海蔵小学校1年生の男子児童の公害病死
1970年11月5日、四日市市立海蔵小学校1年生（7歳）の男子が死亡した。気管支ぜんそくによる「急性呼吸不全」だった。入院と通院を繰り返しながら酸素テントに入りきりの状態であった。また公害死者の最年少記録を更新し、塩浜地区以外の地区の死亡児童となった。御霊前海蔵小学校の供え物と釈精信の戒名が付けられた写真がある。
男子児童の追悼と抗議の市民集会が男子児童の母親も参加し、四日市市中心部の中部地区諏訪公園で開かれた。雨が降りしきる中を、四日市市内の「四日市母の会」は乳のみ子を背負いながら幼子の手を引いて、たすきがけで30人の母親たちが参加した。三重県・四日市市の行政機関と四日市コンビナートの企業が「ぜんそくで死ぬのは高齢者で子供が死ぬことはない大丈夫と言っていたのに、死んだじゃないか」と公害病患者の子供たちへの保護者の不安が高まり、四日市市内の母親たちは、空気のきれいな四日市市西部にぜんそく児童の養護学校の建設を三重県に要求することにした。海蔵小学校2名、中部西小学校1名、塩浜中学校1名の「教え子たちの追悼集会」を1972年9月11日の四日市公害の判決後に「三重県教職員組合三四支部」が催した。
中部西小学校4年生の女子児童の公害病死
さらに四日市公害裁判勝訴1972年7月の2カ月後、四日市市立中部西小学校の4年生（当時9歳）の女子がぜんそくによる発作が連続して起きた結果、心臓麻痺によって病死した。5歳のときに喘息症状が出始め、気管支喘息の病名で認定患者となり、中部地区周辺の病院で通院治療を受けていたが症状がなかなか良くならず、健康を心配した両親によって、鈴鹿山脈側の三重郡菰野町に新居を購入して、公害で空気が汚染された中部地区の四日市市西新地の繁華街の自宅から空気が綺麗な環境に移住して治療する方法の転地療法をし、中部西小学校へはバス通学をしていた。「2学期になったら女の子同士一緒の班グループになってもう一度国語係になりたい」と記した日記を前月の8月に書き、9月2日の放課後に容態が急変して救急車で緊急輸送をされて「お父さん注射、注射、注射を」との言葉を残していた。
担任の先生は「欠席が多い子でした。2学期の始業式に体重が20キロまで増加して健康になってきたと喜んでいたのに」と声を詰まらせて、中部西小学校のクラスメイトが参列して、涙を流す悲しみの葬儀が行われた。「担任の先生に良く従い、良く勉強する努力家で、家でもノートや日記を毎日書き、絵を描いたりしていた。早い時期に空気の綺麗な地域に引っ越せば良かった」 女子の母親は、9歳で亡くなった長女の写真を平成24年の四日市公害裁判勝訴から40年たった40周年式典後に新聞記者の取材の前に見つめていた。昭和40年代に、近鉄四日市駅付近に住んでおり、女児は幼稚園時代からせき込み初めは風邪と思ったが、四日市市中部地区の四日市市立病院で四日市ぜんそくと診断された。「名古屋市で喘息専門医の診察を受け、空気の綺麗な地域への移住を勧められて菰野町に引っ越してからは喘息の発作が減少して、喜んでいたのに」と母親が振り返り、最後の言葉は 「お母さん、お医者さんに連れてって下さい」だった。
中日新聞に投書した海蔵小学校4年生の男子児童の公害病死
1974年10月18日夜に第2コンビナート付近の〔海蔵地区の三ツ谷町〕に住んでいた公害患者の海蔵小学校4年生（10歳）が激しい発作で死亡した。小中学生の死者は、これで6人目だった。死亡した男子児童は1973年6月に中日新聞の発言欄に公害防止を求める投書をしていた。
「僕は夜中に喘息が出てきて、いつも発作の心配をしています。ぜんそくであるのが嫌で、こんな病気がなかったらいいなと思います。公害なんか存在しないといいなと思います。子供らしく早く元気になって虫取りがしたい」 — 題「喘息は注射じゃ治らない」
保育園も休む事が多く、海蔵小学校の運動会も遠足も発作を心配してほとんど欠席していた。

### 公害患者の自殺
納屋地区の男性の自殺
1966年7月10日に第2四日市コンビナート内の大協石油付近の納屋地区に住む76歳になる男性が「病気の完治する見込みがなくて喘息がいっこうに良くならない。どうしてこんなに苦しまなければならないのだ」と喘息の発作に何度も嘆いていた。入院していたが「死ぬなら自分の家で」と自分から退院して「死ねば薬もいらずに楽になれる」「死んだら仏様になって見守りたい」と遺書を残して自殺した。納屋地区の男性の公害苦による自殺は3日後の国会審議でも取り上げられた。
「九鬼喘息やってみろ」と遺書を書いた男性の自殺
1966年7月14日「四日市公害対策協議会」によって自殺した男性の追悼集会が開催されて、追悼集会で「自殺した男性の死を無駄にするな」と書かれたプラカードを持って行進したり、1967年2月に、 第3コンビナートを誘致して建設工事と埋立て工事を許可する議案が強行採決された 四日市市議会に傍聴して公害反対を訴えていた高齢男性がいた。1965年に発足した「四日市公害患者を守る会」の副会長を務めていた公害病認定患者だった。公害と戦う四日市市民の中心となっていた60歳代になる四日市公害患者を守る会の副会長であった四日市ぜんそく（公害病）の認定患者の男性は甘納豆を作っている岡女堂の主人であった。亜硫酸ガスへの逃避行を繰り返して、鈴鹿山脈側の菰野町と四日市市中部地区を行き来して、疲れ果てていた。1967年6月13日に「ああ、今日も、空気が悪い」の一言を残して自殺を図り、加害者の企業への怒りや公害対策や取締りをしない四日市市へは「平田佐矩市長が四日市が経済発展をするために四日市コンビナートが必要と嘘をついた」と不満を記した日記と「九鬼（四日市市長）喘息やってみろ」と市長を恨む遺書を残して喘息を苦にして自殺するなど、ついに公害での死者も出た。明らかになったのは、この2件であるが、その他の自殺者については表にはならず不明である。公害患者を守る会副会長だった自殺した菓子製造業を営み男性は首つり自殺する10日前の日記に「今日も空気が悪い」の遺言と「午後5時よりスモッグがひどい。亜硫酸ガスのために咳がやまず。弁当をつくって早々に我が家を飛び出し、空気の綺麗な所へ逃げる。ああ残念。家にいたくてもさびしい所に行かねばならない。くやしい。九鬼市長ゼンソクやってみろ。わかるだろう。公害の影響で死にたくない」と公害病を恨む遺書が記されていた。
その他の自殺や精神的な公害問題
昭和戦後期の四日市市は自殺率が高くて公害病の苦しみから精神疾患になり自殺する四日市市民が多い問題があった。四日市公害関連の精神疾患の症状があった。この他に、公害裁判後の1985年1月5日には、三重郡楠町で四日市公害認定患者の女性（52歳）が病気を苦に、自宅の庭で灯油をかぶって焼身自殺をしている。公害被害者と僧侶によって公害企業を呪い殺す「公害企業主呪殺祈祷僧団」が組織されて祈祷が行われた。 伊勢新聞の1972年9月3日の地域記事では、四日市市の患者が死亡するのは、例年決まって夏の終わりから晩秋にかけての時期に多い。医療関係者と公害問題の関係者は「夏バテで身体が弱体化している状態で、秋口の涼風に刺激されて発作が起きやすくなっているのでは」とコメントをして、公害の原点であると言われる最汚染地区の磯津地区でも、北西の風が吹く、秋口から初冬にかけての季節が汚染のピークであった。

### 公害統計
硫黄酸化物や窒素酸化物などの汚染された大気を吸って窒息障害になり多くの四日市市民が死亡した。昭和時代高度経済成長期の四日市市は、塩浜地区を中心とする四日市市市南部地域と中部地区を中心とする四日市市中部地域と富洲原地区を中心とする四日市市北部中心の人口構造から、四日市市西部地域の郊外の人口が急増していて、公害が発生した戦後の高度経済成長期は四日市市民が約20万人いたが、その内、塩浜地区を中心に市民の100分の3の割合（3%）に当たる約5000人が公害患者と全員が認定されなかったが、軽度から重度の喘息症状に発症していた。その内2216人が四日市ぜんそくの公害患者と認定された。公害認定患者は9歳以下の子供たちが4割（40%）近くであり、患者は男性の方が多くて、男性では4割4分（44%）以上が9歳以下の子供で、19歳未満では半数を超えた。女性患者も子供たちが最多で、30歳から40歳までの中年女性が、全体の2割5分（25%）の4分の1を占めた。入院を必要とする重病患者の約3分の1に当たる、3割3分（33%）が塩浜地区内の磯津漁港がある磯津町民で、認定患者の4割（40%）が塩浜地区民であった。
公害死亡者数については、子供や若い年代の患者の場合は公害で死亡した可能性が高く、公害死亡者として断定できるが、四日市ぜんそくは高齢者の患者が多数であったため、死亡原因が老化によって喘息以外の病気で死亡した可能性があるため因果関係が難しい事情がある。約600人が公害によって死亡したとする説もあるが、因果関係の判断が難しい乳児死亡や高齢者の死亡者もあるため、公害死者の実数はさらに多数とみられる。自殺者と公害裁判後の病死者を含める統計では、2008年までに946人が死亡し、因果関係がの判断が難しい患者を含めると、四日市市内で四日市空襲の死者808人を超える犠牲者が出た。四日市公害によって約1000人近くが死亡した。四日市市に合併前の三重郡楠町では67名の犠牲者が出た。三重郡楠町は日本史や保健体育の教科書の戦後の4大公害の項目に四日市ぜんそくと云う名称で四日市市のみに公害が発生して楠町の被害の記述がないことから楠町の公害被害の記述の加筆を要望していた。
2011年の時点で、四日市公害の認定患者が441名いる。大気汚染をめぐり企業の賠償責任を初めて認めた四日市公害訴訟の判決があった1972年7月24日から5年後の1977年に四日市市営の墓地である大谷斎場の敷地内に四日市公害犠牲者の慰霊碑が建立された。1977年10月23日に四日市ぜんそくの病死者と自殺の公害被害者の慰霊祭が実施された。1977年の慰霊碑の建立当時に調査した統計では、すでに病死や自殺で死亡した公害認定患者は184名だった。慰霊祭は現在まで毎年継続し、公害死亡者は年々増加し2008年9月21日の第26回慰霊祭では、946人が四日市喘息の慰霊碑に公害病の死者とされている。患者は10代の子供と、50代から60代の中高年が多かった。明治生まれの高齢者に死亡者が多く、大部分は平成時代までに四日市ぜんそくの影響で死亡しており、塩浜地区を中心に四日市市の平均寿命が全国平均より短かった。平成期に生存している世代では、当時小学生くらいの子供であった新人類世代に公害患者だったものが多く、2010年代に50代の中年となっている。
大気汚染による代表的な公害病の一つである。喘息の以外の症状として感冒の症状・扁桃炎（へんとうえん）の増加・結膜炎の増加・むかつきの症状・嘔吐の症状・頭痛の症状・気管支炎の症状・肺がんの発症が増加するなど、これらの症状で塩浜地区の平均寿命が、全国平均や四日市市の汚染されていない他の地区と比較して低下する健康問題がおきた。四日市公害で喘息症状になったのは、未成年が多くて、子供の健康被害が大きかったが、児童や生徒の公式な四日市喘息の死者は10人前後と少ない。しかし、原因不明の死亡が多かった四日市公害は四日市市の健康調査の統計でも明らかだが市内の平均寿命や乳児死亡は悪化しており、公害が健康や原因不明の死亡に強い影響を及ぼした。
昭和30年代から昭和50年代まで市の平均寿命と乳児死亡率は、四日市ぜんそくによる塩浜地区を中心とする四日市市南部地域と中部地域の老人の病死が増加したことや公害苦による自殺の増加によって高齢者の死亡率が高かったことから全国平均より明らかに平均寿命が短くて、乳児死亡率は全国平均より明らかに高くなっていた。同じ四日市市内で公害による健康被害があった塩浜地区・中部地区・橋北地区・海蔵地区の子供と、公害汚染がない空気が綺麗な水沢地区・小山田地区・富洲原地区・保々地区の子供の健康状態を比較する健康調査が実施された。これらの死亡記事が四日市市民の怒りになり訴訟のきっかけとなる。

### 乳児死亡率統計
- 年間の平均乳児死亡率の統計
- 1000人に対して何人かの割合（昭和42年度の統計）
  1. 塩浜地区 の乳児死亡率： 36.1人
  2. 四日市市全体の乳児死亡率： 25.6人
  3. 全国平均の乳児死亡率： 18.1人
- 昭和35年までの乳児死亡率は全国平均以下だった[74][75]。

### 集団移転政策
塩浜地区では公害による生活環境悪化から逃れるため、一部地域の住民が四日市西部の鈴鹿山脈側に集団移転し、ゴーストタウンの様に消滅した町もあった。塩浜地区は第1コンビナートが立地する工業地帯と（塩浜地区・三浜地区）の住宅地で構成されていた。住宅地と工業地の混合地域であったことが、公害を悪化させた原因である。

### 小学校の問題
煙突から煙を吐き、昼夜を問わず光とともに稼動する四日市コンビナートの大工場は稼動開始当初は四日市の街の誇りであった。この工業化の誇りはコンビナートのすぐ近くにあった塩浜小学校の校歌にも「科学の誇る工場」と歌われていたことからわかる。この校歌は塩浜小学校の保護者の抗議を受けて変更された。四日市市史によると、1965年3月に公害汚染地区である4つの小学校（塩浜地区の塩浜小学校・三浜小学校・中部地区の納屋小学校・橋北地区の東橋北小学校の各小学校）の教職員と児童全員に「公害予防マスク」が配られた。そして1965年4月には厚生省によって汚染被害地区の塩浜小学校・三浜小学校と非汚染地区の四日市市西部の四日市市立桜小学校・四日市市立神前小学校・四日市市北部の富洲原小学校の2年生と6年生の児童の公害検診が実施された。1965年10月には中村梅吉文部大臣が三浜小学校を視察した折にPTAからの陳情がされた。四日市市内の教職員が公害問題に積極的に取り組んだ。1965年1月の三泗教職員組合により公害対策専門職員の配置と定期無料検診などの実施が要望されて、1965年2月には四日市学校保健研究会で、「四日市ぜんそく」の実態の調査報告がされた。1965年11月には日本教職員組合が公害調査のために公害汚染地区の学校や工場を調査している。1967年12月には三重県教職員組合が「第1回公害と教育研究集会」を四日市市内で開催している。そして1971年8月には三重県教職員組合が三泗支部編「四日市の公害と教育？教育実践と地域実践？第1集」が発刊されて、続いて1972年8月には小中学生の作文集「みんなが被害者、四日市公害を訴える子供たち第1集」が発刊された。
1966年に三浜小学校の児童会会長であった6年生（12歳）の男子が佐藤栄作総理大臣に手紙を書き、「公害に悩む私たちの学校にもようやく空気清浄機が入りました。しかし夏には暑くて勉強ができません。どうかクーラーを入れて下さい。夏に公害対策として窓の閉鎖が行われて暑さから授業ができずクーラーを設置してほしい」と救援 (SOS) の手紙を書いた。手紙を読んだ佐藤栄作首相は、四日市の子供がこんな悲惨な目にあっているのかと涙を流した。九鬼市長を呼びつけて問いただしたが、「子供の話は大した事はなく、四日市には公害がない」と発言して無責任市長の悪評が広がった。
公害汚染がひどかった塩浜地区内の塩浜小学校・三浜小学校と、中部地区内の納屋小学校、橋北地区内の東橋北小学校の4つの四日市市立の公立小学校は、公害による被害で地域住民が引っ越したことで児童数が急激に減少して、同じ塩浜地区内の塩浜小学校と三浜小学校は統合計画が成立して、同じ中部地区内の四日市市立納屋小学校は中部東小学校と統合されて四日市市立中央小学校となり、同じ橋北地区内の東橋北小学校は西橋北小学校と統合計画が進んでいる。
- 参考文献 川名英之 1986、菅井益郎 2001、歴史教育者協議会 1984

### 高煙突化対策
1966年ころから、公害対策として塩浜地区の四日市コンビナートには、大気汚染の排煙を遠方へ拡散させるために100mを超す高い煙突が立ち並んだ。1971年には赤色と白色のだんだら模様の高煙突が20本も立ち並び、中には150m級の高煙突があった。煙突を高くする対策で第1四日市コンビナート付近の塩浜地区の硫黄酸化物の濃度が低くなったが、煙が遠方まで汚染物質が流されて、塩浜地区以外の三重郡楠町と日永地区・浜田地区まで大気汚染が拡大した
(菅井益郎 2001)

### 四日市市の対応
四日市市は公害患者は子供と高齢者に多いが、「喘息で死ぬのは高齢者で子供はほとんど死なない」という見解であった。子供が死亡した時の四日市市民の怒りが高く、子供の追悼集会が開かれて、中高年の死亡した時より子供が死亡した時のニュースが大きく報道された。中高年の死亡は原告や公害運動をしていた患者が死亡した場合は大きく報道されたが、高齢者の死亡は大きく報道されなかった。九鬼喜久男市長を中心とする四日市市は本当に四日市コンビナートが喘息の原因で公害によって四日市ぜんそくになったのか、違う原因ではないかと責任を認めていなかった。四日市コンビナートの被告企業も社会的責任を取りたくないので、自己の会社の無罪を主張していた。

## 四日市の地域事情

### 四日市市（南部・中部・北部・西部）の違い
- 四日市市は以下の3つの地域に区分される。
  1. 四日市市南部地域
  2. 四日市市北部地域
  3. 四日市市西部地域
- 四日市市南部は塩浜地区を中心とする南部地域（工業地域）と中部地区など四日市市街がある中部地域（商業地域）に地域区分される。
- 四日市市南部の塩浜地区は革新勢力である日本社会党が強くて、四日市北部（漁村）と四日市西部（農村）は保守勢力である自由民主党が強くて自由民主党と革新勢力との地域対立と政治思想対立があった。
- 四日市市は、四日市市南部（公害が発生した工業地帯）、四日市市北部（水害が発生した旧桑名藩領の漁村地域）、四日市市西部（旧三重郡の農村から宅地開発がされた地域）の地域対立があった。四日市市の地域による違いなど、地元の地域事情が四日市市の郷土史の史料の中で、四日市市が抱えていた都市問題と三重県の政治問題として記述されている。

### 公害都市のイメージ
- 堀江貴文のブログの記述でも話題となったように、水俣市と同様、公害病の名称は四日市市に公害都市のイメージを与えた[82]。

### 宝町
- 昭和7年の東洋毛糸紡績四日市工場の馳池西部進出時に工場社宅として造成されて東紡社宅と呼ばれていた。昭和27年の臨海土地区画整備事業による町名新設で馳池大字宝島から宝町に改名された。東洋紡績塩浜工場はコスモ電子・太陽化学・クノール食品の工場や企業用地となった[83]。

### 石原町
- 石原産業の四日市工場が塩浜に進出した後に造成された500戸の社宅地。町名は石原産業の企業名が由来である。三重火力発電所の建設で中里町の石原産業社員社宅が建設されて石原産業社員が引っ越して石原町（社宅の住民がいなくなり無人となった）は消滅した[84]。

### 浜旭住宅
- 浜旭住宅は通称は浜住で鈴鹿川と健康増進センターの間にある町で住宅街。海軍官舎は日本肥料（三菱化学）の社宅と塩浜病院の職員の官舎となった。「名医の町」として四日市ぜんそくの治療をする三重県下最大の塩浜病院や戦後に四日市市立塩浜小学校が立地していた[85]。

### 小浜町
- 昭和15年に旭村一帯に第2海軍燃料廠ができて、社宅地として建設された土地の町だった。内部川のトロッコで水田を埋め立てて昭和18年に造成された。石原産業・大協石油・日本板硝子など関連軍需工場の社宅が建設された。塩浜小字浜田から四日市市中部地区浜田と区別するため小浜となった[85]。

### 松泉町
- 国策企業の東邦重工業が三菱化学のある東邦町に建設されて、同社の社宅用地[86]。

### 雨池町
- 現在は海山道西のパナソニック四日市工場の敷地である。昭和42年の四日市公害対策で九鬼喜久男市長の集団移転政策で消滅した町である。古地図では北新貝と呼ばれた新田開発地である[86]。

### 平和町
- 海軍燃料廠の国有地だった。国有地払下げで四日市市が戦後の住宅復興対策として、4戸1棟の住宅15棟を建設して、太平洋戦争の引揚者や戦災者を優先して入居した。昭和35年には磯津橋北詰の堤防に67戸の住宅があった。平和な生活を願って命名された。昭和42年の四日市公害対策で九鬼喜久男市長の集団移転政策で消滅した町である[87]。

### 平田佐矩市長と磯津漁民一揆（塩浜・富洲原魚事件）
塩浜地区の漁民は伊勢湾で捕れる魚が四日市コンビナートからの排水で油まみれとなり、伊勢湾の魚が汚染されるようになった。塩浜地区の磯津港で捕獲される魚は風評被害もあり漁業ができなくなった。
大気汚染より海の汚染が先であり、重油により臭い魚が多数ある。苦情で値引きがされる。東京都が通達するの記事が報道された。そこで塩浜地区の漁民は昭和38年6月21日に「平田佐矩あの四日市市長が全部悪い漁業責任を取ってもらおう」と塩浜から富洲原まで大量の魚を持ちながら歩いた。富田地区・富洲原地区の四日市市北部は四日市公害が発生せず四日市コンビナートを誘致したのが北部出身の平田市長だったことから北部（加害者）南部（被害者）の構造があり平田佐矩に反省させるため「油まみれになった魚を富田地区と富洲原地区の人が買って食べてくれるのか」と市長に迫り、平田佐矩市長に責任を追及するため富田一色本町の自宅に追し寄せた。しかし、平田佐矩市長は「私が全部買います」と言って、魚を全部私費で買いとったことで、塩浜の漁師は無責任な悪徳政治家ではないと感心して、この対応で平田佐矩市長が責任感が強い人格者だったと理解し、塩浜地区の人は市長を恨むのをやめた。平田市長によって買い上げられた汚染された魚は富洲原港沖の伊勢湾で適切に処分されたエピソードがある。
また、平田市長は在任中に市内の喘息患者の医療費を、自身の財産と公費で無料化するなどして責任をとった。平田紡績は公害による汚染で伊勢湾周辺の漁村の富洲原漁港（四日市市富洲原地区の富田一色漁港と天ヶ須賀漁港）、富田漁港（四日市市富田地区の東富田町など富田浜周辺）、磯津漁港（四日市市塩浜地区の磯津地区の漁港）、川越漁港（三重郡川越町の北部の漁港）、楠漁港（三重郡楠町の漁港）、赤須賀漁港（桑名市赤須賀地区周辺の漁港）で行われていた漁業が衰退して、漁網の需要が減少した。水質汚染で漁業が衰退したことで平田紡績の経営が悪化し、四日市公害が平田紡績消滅の要因となった。

### 四日市市長（九鬼喜久男）
1965年に平田佐矩が急死し、その後に四日市市長となったのが、九鬼産業グループの経営者で四日市九鬼家出身の九鬼喜久男である。九鬼喜久男は「石油化学に公害は無い」や「四日市の喘息は一般的な病気である」という考えの持ち主であり、1966年（昭和41年）の四日市市長選挙で吉田千九郎元市長に接戦の末に勝利した。江戸時代に四日市市に移住した四日市九鬼家が九鬼産業グループを経営していた。四日市九鬼家が、飯南郡飯高町出身で東京帝国大学を卒業した優秀な社員の男性を九鬼紋十郎の婿養子としたのが九鬼喜久男である。喜久男は九鬼産業の婿養子として九鬼肥料工業の社長になった。喜久男は四日市のケネディと呼ばれた大正時代生まれの若い市長である。九鬼紋十郎衆議院議員の養子となった九鬼は、公害患者との懇談会で「塩浜はいつまで漁業をするのか」と発言した。四日市市議会で「経済発展のための工業化政策に四日市コンビナートが必要であり、少々の公害被害が発生するのはやむを得ない」と発言した。霞ヶ浦地区の第3コンビナートの建設をするための富田地区連合自治会との話し合いで「味噌屋には味噌のにおいがするコンビナートにはコンビナートのにおいがして当たり前」と発言し、特に四日市市内の地区では公害患者が多い塩浜地区民と対立した。
また、四日市の更なる工業化を目指して、第2コンビナート（午起地区）や第3コンビナート（霞ヶ浦地区）を建設して四日市コンビナートに進出した石油化学系企業を税制面で優遇した。大気汚染を出していた石油化学企業や財界の味方となり、公害対策も真面目にしなかったため「公害市長」としての悪評が広がった。
1972年に田中覚が三重県知事を辞職して衆議院議員に転身した。九鬼は、田中が知事として1972年にあった公害裁判の判決の頃に決断した総量規制などの公害対策を中止させ、四日市コンビナートの企業や三重県の財界を優遇するために三重県知事選挙に出馬することとした。九鬼喜久男は「四日市に公害は無いと」して公害患者の存在を認めていなかった。九鬼は三重県教職員組合による公害に対する環境教育は偏向的な左翼思想教育だと認識しており三重県教育委員時代から三重県教職員組合と全面対決をしていた。三重県教職員組合は「反九鬼・反公害キャンペーン」を行い、全国一の組織率を誇る三重県教職員組合は組織の存亡をかけて田川亮三候補を全面支援した。九鬼は三重県南勢地域に建設予定の芦浜原子力発電所建設の推進、塩浜地区磯津公害患者への補償中止を公約にしていた。結局、選挙当初は自由民主党や財界の支持を得た九鬼が有利と見られていたが、四日市ぜんそく問題（四日市公害対策などの環境問題）が争点となり民社党・日本社会党など野党の支持を得た田川亮三が当選、九鬼は落選した。

### 三重県知事（田中覚）
田中覚は故郷である塩浜地区の大気汚染の実態を、自身の身体で受ける健康被害で実験するために津市の三重県知事公舎ではなく、四日市市塩浜地区付近の三重郡楠町に住み楠町の楠駅から三重県庁まで近鉄名古屋線で通勤していた。塩浜地区出身の田中覚三重県知事は公害対策を真面目にしたことで四日市市民の支持を得て衆議院議員に当選をする。伊勢新聞の記事では1972年の第33回衆議院議員総選挙に出馬した田中覚候補を応援するために四日市市の中心市街地に来た田中角栄内閣総理大臣が達者な田中節で演説していたが、それを聞いていた地元四日市の高齢女性が田中角栄に対して「四日市の公害をどうにかして」と叫んだ。田中角栄総理大臣は四日市市内で記者会見をして「日本改造計画は四日市ぜんそくの発生とは無関係である。四日市公害は日本列島改造計画など公共事業政策が原因ではない。四日市コンビナート建設の計画ができる方が日本列島改造計画ができる時期より以前の話である」と述べた。「三重田中覚」の意味で塩浜地区に新しく埋め立てられた四日市コンビナートの土地が「三田町」と命名されて、塩浜地区には田中覚の支持者が多かった。
また田中覚は晩年に自身の人生を振り返り、四日市喘息の慰霊碑で慰霊をした。田中覚は自身の故郷である塩浜地区民の公害被害に心を痛めていた。実際には四日市喘息ではない心臓ぜんそくであったが、四日市喘息に発病したと主張して喘息症状で死亡した。田中覚の伝記として平野孝 が執筆した『菜の花の海辺から 評伝田中覚』があり、紹介のタイトル文では「公害の責任を問われた総理大臣はいないが、公害の責任を問われた田中覚のような首長（昭和30年から昭和47年の公害発生時の三重県知事。四日市市長は吉田勝太郎→平田佐矩→九鬼喜久男と交代している）はいるか」と読者に問いかけている。従兄弟の加藤寛嗣（昭和51年から平成8年の四日市市長）と菜の花畑だった塩浜のコンビナートが建設された土地で菜の花がたくさん咲く自然で子供時代に一緒に良く遊んだ思い出と「田中は地獄に落ちる」と故郷である塩浜地区民から非難される文章がある。
当初は塩浜地区に公害が発生したため「塩浜喘息」と呼ばれたが周辺地区にも拡がったため四日市喘息に改められた。公害による喘息患者のため県立塩浜病院で治療が行われたが公害患者の減少のため、1994年に閉鎖された。
(平野孝 1997)

### 九鬼喜久男市長による政治問題化
公害の発生だけで即裁判となるのではなく、戦後の高度経済成長期は日本全国でコンビナートによる大気汚染があり、公害問題は存在していた。四日市市以外の地域では神奈川県川崎市の川崎公害があった。昭和30年代から、国家政策に基づいて京浜工業地帯の一部である川崎市臨海部に石油化学コンビナートが建設されて、東京電力により火力発電所が設置されて、日本鋼管製鉄所も稼働していた。川崎市臨海部のコンビナート工場群からの大気汚染物質の排出に加えて、昭和40年代以降のモータリゼーションによる自動車交通量の急増が加わり、川崎区・幸区を中心として激甚な大気汚染が出現した。川崎市で川崎ぜんそくと呼ばれる健康被害が発生した。その他の大気汚染による昭和時代戦後期の公害として、岡山県の水島臨海工業地帯にも水島コンビナートの汚染物質によって大気汚染が拡大した公害があった。他には阪神工業地帯の阪神地域で発生した西淀川公害訴訟などの大阪公害や首都圏にも大気汚染が発生する環境問題があった。なぜ四日市ぜんそくだけが他の地域と比べて特に問題となったのかという疑問があるが、中京工業地帯の一部である四日市市特有の政治的な地域事情がある。
四日市コンビナートを誘致した平田は、公害患者への医療費無料化などの政策で公害対策を真面目に行っていた。四日市市と塩浜地区を中心とする公害患者の関係は良好であった。
平田の死後に四日市市長となった九鬼喜久男が「今は石油化学産業の時代で、工業化と化学のおかげで今の日本がある。私は四日市市長として四日市の工業化をもっと進行させる」として四日市市議会で表明した。公害対策を真面目に取り組まず「工業化のために四日市市民に少々犠牲が出ても良い」と発言して公害患者や塩浜地区民と対立した。九鬼の公害対策の不備による政治問題化が四日市公害裁判の要因であり、訴訟の大きな引き金となった。

### 社会科の教育の内容
四日市市に実際に行ったことがない社会科の教師による日本史の戦後史における四大公害の授業や、保健科の教師によって、四日市市に対する公害の誤ったイメージができている。教科書的な化学の知識である、亜硫酸ガスが原因とする化学の授業に似た化学教育や環境教育を行って、理系的な科学教育を受けている。公害の誤ったイメージを教育された他の都道府県民は、実際に四日市に行ってみるとイメージとの違いを感じる人が多い。だが、公害による大気汚染は改善したが汚染が完全に無くなったとはいえず今でもぜんそくにならない程度の悪臭は存在する。
三重県四日市市は、小中学校の社会科の教科書にある四日市公害の記述について、その後の環境改善の取り組みを加筆するよう求める要望書を文部科学省などに提出した。田中俊行市長が平成22年4月13日の定例会見で明らかにした。 田中市長は「現行教科書の記述では『四日市市は公害のまち』というイメージが永久に固定化され、改善の過程が全く認識されない。企業誘致にも集客活動にも不利になる」と話した。四日市市は社会科教科書の出版社9社のうち1社にしか環境改善の記述がないという見解である。
四日市公害（四日市ぜんそく）の認知度は国内では高い。海外では四日市市と姉妹都市提携があるアメリカ合衆国（ロングビーチ市）と中華人民共和国（天津市）では四日市公害の知名度が高いがその他の国ではそれほど有名ではない。

### 四日市市の政治問題
四日市ぜんそくは医学上の健康問題や理系の化学分野の知識として科学技術上の環境問題とされる。それ以外には政治問題であったとされる。高度経済成長を推進した自由民主党政権が保守政党（四日市コンビナート企業側）であり、保守政党の自由民主党vs日本社会党・日本共産党の革新政党（公害患者側）の対立構図と保守政党の九鬼喜久男四日市市長vs公害患者側の構図がある。
保守・革新連合の相乗りであった平田佐矩（四日市市長）と田中覚（三重県知事）が誘致して公害問題を招き、保守・革新連合のオール与党であった。四日市公害が深刻化して三重県の政治は保守の九鬼喜久男（四日市市長）vs革新政党の前川辰男（日本社会党所属の四日市市議会議員）の対立構図が誕生した。九鬼喜久男vs萩原量吉（日本共産党の三重県議会議員）の対立構図も誕生した。保守・革新の相乗りから、三重県知事選挙は保守政党の「九鬼喜久男」vs革新政党の「田川亮三」の対立構図となった。四日市市長選挙も「保守」vs「保守・革新連合」対立構図から保守政党の「岩野見斉」vs革新政党の「前川辰男」の対立構図となった。

### 四日市市の経済問題
東洋紡績（四日市工場・三重工場・東洋紡績富田工場・東洋紡績楠工場・塩浜工場）、東亜紡織（泊工場・東亜紡織楠工場）、平田紡績（四日市紡績工場・富洲原漁網工場）、三幸毛糸紡績（富田工場）、網勘製網（富田工場）などが立地していた四日市市は「紡績の町四日市」と呼ばれていた、繊維産業の町であった。繊維産業を中心とする軽工業の都市の四日市市から、新たに石油産業と化学産業を育成するために四日市コンビナートが誘致されて、四日市市が重工業化された。四日市市の産業構造が軽工業中心の繊維の町から重工業中心の石油化学の町に転換したことを意味する経済問題である。

### 四日市市の都市問題
四日市市南部・中部の伊勢湾沿いの臨海地域は、公害被害や漁業被害・再開発の遅れにより衰退を余儀無くされた。同じく伊勢湾沿いの臨海部である四日市市北部の富田地区・富洲原地区も伊勢湾台風・東海豪雨などの水害や漁業被害や再開発の遅れで衰退を余儀なくされた。
四日市市の中心市街地である中部地区の人口は1965年の3万8488人をピークに1995年には2万4602人まで減少し、四日市市の中心部の橋北地区の人口は1965年の1万4667人をピークに1995年には7143人まで減少した。四日市市南部地域の塩浜地区は1965年の人口1万5650人をピークに1995年には8192人まで減少した。
四日市市北部地域の富田地区の人口は1965年の1万4461人をピークに1995年には1万1722人まで減少した。四日市市北部地域の富洲原地区の人口は1950年の1万7869人をピークに1995年には9761人まで減少するドーナツ化現象が発生するなど、四日市の市政が抱える都市問題が浮き彫りとなった。四日市公害を契機に四日市市内の政界の名門の家柄であった（九鬼紋七・九鬼紋十郎が国会議員を務めた九鬼家と平田耕一が国会議員を務めたチヨダウーテ平田家と平田佐矩が四日市市長を務めた平田紡績家と九鬼喜久男が四日市市長を務めた九鬼産業家）・財界の名門の家柄であった（四日市市の平田佐次郎・二代目平田佐次郎・平田佐十郎・平田佐矩の平田家と九鬼紋七・九鬼紋十郎・九鬼喜久男などが経営していた九鬼産業家の四日市二大実業家の富洲原平田家と四日市九鬼家が四日市地域で平田財閥と九鬼財閥を形成した）・教育界（平田一族の宗村佐信が暁学園を創設して宗村完治・宗村南男が暁学園の理事長を務めた）で名門であった平田家（平田紡績家）と九鬼家（九鬼産業家）は没落に至った。

## 公害対策
- 四日市市によって四日市市内の小学校・中学校・高等学校などの教育機関を対象に、以下の公害対策が実施された。

1. うがい室を設置して毎日6回のうがいをする。
2. 毎朝実施する乾布摩擦を小学校で導入する。
3. 悪臭がする時に塩浜小学校の全員で避難する公害用講堂の設置をする。
4. 教室での空気洗浄機の設置をする。
5. 臭いが酷い時に使用する活性炭入りの公害マスクを使用しながらの小学校への通学をする。
6. ビタミンA入りの肝油を子供に配り飲食をする[75]。
7. 小学校の遠足は空気が綺麗な場所へ行き公害病児は林間学校へ行く。
8. 小学校・中学校・高等学校の移転などの公害対策をした。

- しかし児童以外の公害患者には、公害問題を解決する積極的な公害対策をしなかった。
- 塩浜地区を中心とする四日市市南部地域・四日市市中部地域が四日市公害の発生地区であった。四日市市北部・四日市市西部には大気汚染による公害被害がなかった。
- 日本社会党や日本共産党などの革新政党が積極的な公害対策を行い、公害患者を支援して公害裁判の支援や環境運動を繰り広げた。
- 四日市ぜんそくの発生を予防する四日市市民全員を対象とする公害対策で効果があったのは以下の積極的な政策であった。

1. 中近東（アラブ地方）の硫黄含量の多い重油から低硫黄重油への切り換えによる原料の変更を実施する。
2. 四日市コンビナートの煙突に脱硫装置を設置する。
3. 60m級の煙突から150m - 200mの高煙突への変換によって亜硫酸ガスの拡散を防止するなどの環境技術の革新政策を行った[103]。
4. 喘息患者の医療費を公費で無料化する。

- これらの政策が四日市公害の対策に最も効果があった。

### 四日市市の対策
四日市市は住民に対する公害対策として、塩浜地区の塩浜小学校と三浜小学校では健康作りのため学校内にうがい室が設置されてうがいと乾布摩擦を取り入れて、教室では空気洗浄機を設置した。社会科の教科書でも掲載されている活性炭入りのマスクで塩浜地区の小学生が通学した。塩浜小学校と三浜小学校の児童は体力測定で四日市市内の中で下位であった。塩浜小学校ではスモッグに包まれて校庭・教室に悪臭が充満して目からポロポロ涙が出て児童は校庭に避難するなど戦争中の空襲警報を再現する生き地獄だった。公害による環境悪化から逃れるために、塩浜中学校と四日市商業高等学校の定時制課程（富田地区移転後は四日市北高等学校に改称、現在の三重県立北星高等学校）が移転した。また、乳児死亡率が全国平均と比較して、四日市市（特に塩浜地区などの四日市市南部・中部）の乳児死亡率が高かったことから、乳児も健康対策から空気が綺麗な四日市市郊外に避難した。

### 公害の発生地区
- 1967年9月に公害病認定患者9人がコンビナート6社を相手に提訴した。
- 公害が発生したのは、四日市市全体ではなく四日市市24地区中の以下の地区で公害があった[104]。
  1. 塩浜地区
  2. 中部地区
  3. 日永地区
  4. 橋北地区
  5. 海蔵地区
  6. 羽津地区
  7. 楠地区（三重郡楠町）
  8. 内部地区の一部
  9. 河原田地区の一部
  10. 常磐地区の一部
- 以上が公害発生地区でこれら7地区から8地区のみで、四日市喘息が発生した。公害発生地区は特に酷い公害の被害を受けた第1コンビナート周辺の塩浜地区（塩浜小学校区・三浜小学校区）から公害の拡大で浜田地区（浜田小学校区）・日永地区（日永小学校区）・三重郡楠町（現在の楠地区）第2コンビナート周辺で被害を受けた納屋地区（納屋小学校区）・東橋北地区（東橋北小学校区）・西橋北地区（西橋北小学校区）・海蔵地区（海蔵小学校区）・中部地区（中部東小学校区・中部西小学校区）を中心とする四日市市南部の臨海地域であり、四日市市北部と西部は公害で汚染されず喘息患者が少なかった。

### 日本列島一周マラソン
歴史風土記の記述で実際にあったストーリが以下のように執筆されている。四日市市立塩浜小学校では乾布摩擦を行うための音楽と「左手、下から上へ。上から下への。左首、右首。左腹、右腹」と先生の号令が教室中に響き、号令に合わせて児童たちの胸や腹がみるみる赤くなった。塩浜小学校では公害に負けない身体つくりのために、乾布摩擦やうがいやマラソンに力を入れていた。1時間目の授業が終わると児童たちは廊下に集まってうがいをする校則があった。重曹水で、のどにこびりついている二酸化硫黄を中和するためである。2時間目の授業が終了すると、全員がグランドを目指して日本列島1周マラソンとして1周150mのグランドを10周すると1.5kmを複数回何度も重ねて日本列島1周マラソンとして走り続けるなどの体育活動や健康活動で努力をしていた(歴史教育者協議会 1984)。

### 革新政党による公害対策
四日市市議会で日本社会党や日本共産党を支持する革新系四日市市議会議員が「平田佐矩市長は、ロングビーチ（姉妹都市提携）へばかり行ってないで、公害患者救済に本腰を入れろ」と追及した。日本社会党や日本共産党など革新勢力が自由民主党政権の保守勢力による高度経済成長が公害を招いたと公害問題に取り組み、また塩浜地区出身の前川辰男市議が四日市公害の問題に熱心に取り組んだ。前川辰男議員の四日市市議会での、公害に苦しむ塩浜地区民の思いを込めた演説は、公害対策や環境問題に取り組む名演説として感動を呼び、四日市市議会の議場から拍手が鳴り響いた。塩浜地区以外の四日市市議会議員は当初他人事のように思っていた。公害が他の地区の拡大したことで四日市市議会でも公害の重要さが他地区の市議の間でも問題視された。
「このままでは、四日市コンビナートの企業と九鬼喜久男を中心とする四日市市に殺される。どうせ死ぬなら、裁判で訴えよう」の患者の思いから、塩浜地区出身で日本社会党所属の前川辰男市議は、知り合いの野呂汎弁護士と相談した結果、四日市コンビナート企業と直接関係がなかった塩浜地区の患者と、悪質で公害の加害者であると立証できる企業に絞って四日市公害訴訟を津地方裁判所に提訴した。原告全員が揃ったのは、記念撮影をした場面の1回であり、病気による欠席が頻繁にあったことや、原告の78歳の男性や、38歳の主婦が病死したことで2度と全員が揃わなかった。日本社会党は革新政党として公害問題に取り組み「四日市ぜんそくを解決した社会党」と革新政党としての実績を宣伝して、支持者の獲得活動をした。1972年7月の第一次訴訟の勝訴判決後に沢井余志郎の呼びかけで、磯津地区の公害患者による第二次訴訟が準備されたが、四日市コンビナート企業と公害患者との和解による方法で解決した。
原告患者で裁判中に38歳で病死した原告の主婦には娘（長女）がいた。しかし、母親の死亡で高校1年生の1学期に中退をして高校進学するが困難となっていた。母親の公害病死後に経済的に貧困家庭となり、やむを得ず家事手伝い（主婦かわり）となっていた。その事情を知った日本社会党に所属していた塩浜地区出身の（四日市市議会議員）の福田香史や日本社会党所属の女性団体が、四日市市の日本社会党に支援活動を呼びかけて奨学金として高校進学が可能となり、感動物語として新聞記事となった。1972年9月1日には、福田香史市議（日本社会党）と秋葉三菱油化総務部長に付き添われて高校復学の手続きをとった。学習資金は三菱油化、家政婦の給与の補填は三菱化成が援助をした。本人の意思に関らずの善行であった。
以上は 前川辰男 1981,前川辰男 1988

### 環境技術の革新
四日市市は公害病と認定した市民に対し、市費で治療費を補償する制度を1965年に開始。当時は国側にも公害患者を公費で救済する制度はなく、市の試みは全国初だった。認定患者の数は同年5月に行われた第一回の審査の時は18人だったが、1967年6月末には381人、1970年9月末には544人と急増。患者の増加に市だけでは治療費を負担できなくなり、国や企業も分担金を出すようになった。
四日市市の大気汚染を改善したのは、実は高煙突ではなく、脱硫装置の普及、より硫黄分の少ない原油への切り替えだった。この2つは硫黄酸化物削減法としては、当時最も効果的であった。国と企業は硫黄分の少ない原油の輸入を増やすと同時に脱硫装置の開発を研究した。四日市コンビナートでは、 1969年に大協石油（現在のコスモ石油）が初めて設置し、効果を上げた。
このような脱硫対策が実現した背景には、硫黄が鉱山で採掘するよりも安価で手に入るという事情があった。これが実現するとともに硫黄鉱石の需要がなくなり、日本の硫黄鉱山は1960年代以降に閉山へと追い込まれたのであった。
また、精製過程で発生していた大量の水素ガスの利用法として水素を燃料とする自動車の開発が期待されていたが、実際に水素自動車が開発された頃には、精製方法の見直しによって、水素が発生しないものに変わっていた。

## 四日市公害訴訟（1967年 - 1972年）
公害病の四日市公害裁判が1967年から1972年に行われた。1967年には患者らにより四日市ぜんそくの民事訴訟が提訴され、1972年に津地方裁判所四日市支部は被告6社（石原産業・中部電力、昭和四日市石油・三菱油化・三菱化成工業・三菱モンサント化成）の共同不法行為を認め賠償を命じた（1972年7月24日）。
四日市公害裁判の結果は原告の全面勝訴であった。津地裁四日市支部は企業6社に対して、原告（公害患者7人と死亡した原告2人の遺族5人の合計12人）に対して合計8821万1823円の損害賠償の支払いを行うことを命じた。
津地方裁判所四日市支部の判決は、第1コンビナート（塩浜地区）と第2コンビナート（午起地区）に進出した主な四日市コンビナートの企業（石原産業、中部電力、昭和四日市石油、三菱油化（現 三菱ケミカルHD）、三菱化成工業（現 三菱ケミカルHD）、三菱モンサント化成（現 三菱ケミカルHD）など）ら被告企業らが石油の精製過程で排出した亜硫酸ガスによる大気汚染を生じさせたことを明らかにし、公害患者の症状との因果関係を認めた。

### 唯一の大気汚染
『四大公害』と言われた公害病の内では、四日市ぜんそく（喘息）だけが水質汚染ではなく唯一の大気汚染である。公害被害によって居住することが困難となり、四日市の地域環境が悪化し、高度経済成長の経済発展の代償として公害が発生した。そのため、対策が施されることなく汚染物質がそのまま排出されていた。
水俣病・イタイイタイ病・新潟水俣病との違いは、100%特定企業による特定物質による公害と立証できなかったことである。これに関しては四日市コンビナートは複数の企業が関係し、自分の会社は無罪であり、他企業が原因であると主張できる余地があったためである。
四日市公害の教訓によって、戦後期に制定されていた法律の『ばい煙規制法』に代わる新しい法律の大気汚染防止法が制定された。四日市公害訴訟は、四大公害訴訟の1つに数えられる裁判として、津地方裁判所四日市支部に提訴されて、6年間の裁判の結果勝訴となった四日市公害判決の反響から、大気汚染の総量規制の実施・SO2の環境基準の改正の実施・公害健康被害補償法の制定・公害対策基本法の制定などの参考になったが、四日市公害裁判については、複数の問題点がある。
すなわち、大気汚染の発生源に対する共同責任で、どの企業が汚染物質を排出して、四日市コンビナートに進出していた複数の企業の共同不法行為を認定するか（共同不法行為の認定）の問題があった。加えて、大気汚染と喘息症状がある特異的でない、非特異的な閉塞性症状の肺疾患である四日市ぜんそくとの因果関係論の問題があったことである。公害患者の喘息症状を証明しても、大気汚染が四日市ぜんそくの原因と証明できるかの因果関係の問題も存在した。

### 都市部に発生した公害
四日市公害は3大都市圏の名古屋圏（中京圏）で発生した都市部の公害であった。熊本県の水俣湾で発生した水俣病、富山県の神通川流域で発生したイタイイタイ病、新潟県の阿賀野川流域で発生した新潟水俣病などの他の公害は日本の大動脈である太平洋沿岸以外の地方の非都市部であり、経済的には未発達の地域であった。4大工業地帯（太平洋ベルト）の工業都市の一部である四日市市で発生した四日市ぜんそくは4大公害病で唯一の工業地域で都市部で発生した公害病である。また四日市公害は沢井余志郎の発言では、公害裁判判決の時点で過去に汚染物質を排出して公害病となった水俣病、イタイイタイ病、新潟水俣病と違い四日市ぜんそくになる四日市市の公害は現在進行形の公害であった。公害裁判後も四日市コンビナートの企業が汚染物質を排出する可能性が高くて、四日市ぜんそくなどの健康被害が公害判決後も、四日市市で引き続き発生する公害であった。

### 被告企業
第二次世界大戦中に第二海軍燃料廠が塩浜地区に大日本帝国海軍によって建設されたが、海軍燃料廠は四日市空襲により甚大な被害を受けて壊滅した。戦後、国有地である塩浜地区の旧海軍燃料廠跡地約660万m2を昭和石油と昭和シェルグループ・三菱両グループに払い下げ、跡地に石油化学コンビナートを建設する計画が1955年の鳩山一郎内閣の閣議によって決定された。
1956年に約100万m2の敷地を持つ昭和石油・コスモ石油などの製油所の建設が開始された。翌年の1957年には製油所から原料の供給をうける四日市コンビナートの工場群の建設が進められた。三菱グループ系企業は三菱油化・三菱化成工業・三菱モンサント化成の工場を建設した。埋立地の石原町には石原一族が経営する石原産業が建設された。石原産業は1969年に塩浜地区付近の四日市港に強酸性溶液を垂れ流していた「石原産業事件」や平成期にはフェロシルトの大量不法投棄問題を引き起こすなど化学物質の汚染事件を頻繁におこしている。
昭和四日市石油の工場では、重油を原料にしてガソリンを生産する新しい生成技術が導入された。昭和石油と中部電力は石油・石炭・ガソリンなどを原料として、四日市コンビナート内での発電設備や石油精製で協力していた。中部電力の三重火力発電所が、石炭を燃料に発電をしていた。中部電力の発電所からは四日市市内のすぐ南側の中部地区・すぐ西側の橋北地区・西側の海蔵地区・市内最も南側の塩浜地区に向けて真っ黒な煙が出て黒いスモッグが発生した。昭和四日市石油が操業した後は、石炭から重油に原料を転換した。石原産業と三菱グループ系の企業からの排煙で塩浜地区周辺に白いスモッグが発生した。四日市市南部に北西の風が吹くと塩浜地区の漁村である磯津地区全域に石炭のすすが落下するようになった。
昭和四日市石油は製油所施設であり、中東から四日市港に輸送されてきた原油からガソリン・灯油・重油及び石油化学工業製品の基礎原料となるナフサなどを精製していた。三菱油化は昭和石油で精製されたナフサの供給を受けて、第二次製品となるエチレン・ポリプロピレンなどを製造した。第二次製品の供給を受けて三菱モンサント化成・三菱化成工業・石原産業などが第三次製品から最終製品を生産した。液体・気体の石油化学製品の原料を輸送するため四日市コンビナート各社はパイプによって結合して一体化した操業を行った。
中部電力の三重火力発電所が昭和四日市石油から重油の供給を受けて発電を行った他、コンビナートの製品製造各社も製品製造のため重油を使用燃料とした。原告が暮らしていた磯津地区は鈴鹿山脈から吹き下ろす風が塩浜に立地する四日市コンビナート各社の汚染物質が上空を通過する際に、亜硫酸ガスと硫酸ミストを運び直撃する位置にある。
大気汚染と引き替えに1956年には約500億円だった四日市の工業生産額は10年後の1966年には約5倍になった。1960年には7411人だった石油化学産業の従事者は10年後の1970年代には1万3699人と倍増した。三菱油化・石原産業・中部電力の3社は株式上場企業であった。三菱油化は石油化学のトップメーカーとみなされ、年間売り上げは320億円を超えた。三菱化成や石原産業の酸化チタンの設備能力は世界有数と呼ばれた。中部電力は電力業界第3位の企業であった。株式未上場の昭和四日市石油は三菱グループとオランダを本拠地とするシェルグループが25対75の比率で出資して昭和32年に設立した会社であり、昭和石油が輸入する原油を精油する子会社であった。
1. （企業名）石原産業四日市工場（生産製品）酸化チタン・農薬
2. （企業名）昭和四日市石油四日市製油所（生産製品）ガソリン・灯油・重油
3. （企業名）三菱化成工業四日市工場（生産製品）カーボンブラック
4. （企業名）三菱油化四日市工場（生産製品）エチレン・ポリエチレン・ポリプロレン
5. （企業名）三菱モンサント化成四日市工場（生産製品）スチロール系樹脂
6. （企業名）中部電力三重火力発電所（生産製品）電力
7. （企業名）日本合成ゴム四日市工場（生産製品）合成ゴム
8. （企業名）味の素東海工場（生産製品）グルタミン酸ソーダー
9. （企業名）四日市合成四日市工場（生産製品）界面活性剤
10. （企業名）日本ブタノール四日市工場（生産製品）ブタノール
11. （企業名）松下電工四日市工場（生産製品）熱硬化性樹脂
12. （企業名）三菱江戸川化学四日市工場（生産製品）過硬化水素
13. （企業名）油化バーディッシュ四日市工場（生産製品）発泡性ポリスチレン[110]

### 原告
- 1967年（昭和42年）9月1日の関東大震災の発生日を選び民事裁判を提訴。9人の四日市公害訴訟裁判の原告は、全員の住所が四日市市内の塩浜町在住である。
- 三重県立大学付属塩浜病院公害病室に入院中の男性7人と女性2人の合計9人である。(四日市公害記録写真集編集委員会 1992)
  1. 当時35歳の男性。職業は船大工と漁業。四日市公害により気管支喘息に発病した。1964年7月頃から、男性に咳が出始める。1964年春頃より1日2回から3回の喘息が起きる。1965年6月に公害病認定患者となる。1965年11月より塩浜病院へ入院をする。
  2. 当時56歳の男性。職業は漁業。四日市コンビナートによる四日市公害で喘息性気管支炎に発病した。1962年10月頃より、発作が出始める。1965年6月頃には注射をうっても発作が鎮らない程ひどくなった。1965年6月に三重県立塩浜病院に入院し、公害病認定患者となる。
  3. 当時40歳の男性。職業は漁業。四日市公害によって気管支喘息に発病する。1962年頃より喉が鳴り出す。1963年から1965年に通院治療をした。発作時に注射している。1965年6月に公害病認定患者となる。1965年9月、三重県立大学付属塩浜病院へ入院する[111]。
  4. 原告最年長の当時77歳の男性。職業は漁業。四日市コンビナートによる大気汚染で喘息と発作を併発した慢性気管支炎に発病した。1961年8月頃より1週間に一度から二度発作となる。1963年6月に三重県立大学付属塩浜病院に入院する。風向きにより何度も発作を起こす。1965年5月に公害病認定患者となる。1969年3月に四日市公害裁判中に78歳で死亡する。
  5. 当時61歳の男性。職業は青果業。四日市コンビナートによる大気汚染によって肺気腫に発病した。1961年10月頃から、急に気管支炎に発病する。最初は風邪の様な症状であったが悪化した。1964年2月に三重県立大学付属塩浜病院へ入院する。1965年5月に公害病認定患者となる。「あそこが一番の発生源だ」と塩浜病院のベッドから訴えていた。四日市公害裁判勝訴から4年後の1976年に、74歳で亡くなった。
  6. 当時62歳の女性。職業は主婦と内職の煮干加工である。四日市公害によって喘息性気管支炎に発病した。1961年5月頃より咳が月に1回か2回、3時間ほど続く。1961年9月に身体衰弱に陥る。1962年6月に三重県立大学付属塩浜病院に入院する。1965年5月に公害病認定患者となる。
  7. 当時35歳の男性。職業は漁業と自由労働者である。四日市ぜんそくの症状で気管支喘息に発病した。1962年頃より1週1回程度の発作がある。1964年頃より3日に1回程度の発作となる。1965年6月に三重県立大学付属塩浜病院へ入院し、公害病認定患者となる。
  8. 当時73歳の男性。職業は漁業。四日市ぜんそくの症状で喘息性気管支炎に発病する。1961年4月下旬から突如喘息発作が毎日のように起きる。1964年8月に三重県立大学付属塩浜病院へ検査のため10日間入院する。1966年4月に塩浜病院に入院する。1965年6月に公害病認定患者となる。
  9. 原告最年少の当時34歳の女性。職業は主婦と網内職である。四日市ぜんそくの症状で気管支喘息に発病した。1962年11月頃より風邪をひく程度の咳が出る。1963年夏頃より1日2回程度喘息発作が起きる。特に夜中に喘息発作が起きて、昭和46年に病院に搬送されたが間に合わず38歳の若さで死亡した。1964年3月に三重県立塩浜病院に入院する。1965年5月に公害病認定患者となる。1971年7月10日に四日市公害裁判中に38歳で死亡する。四日市公害裁判の傍聴席から病死に対する黙とうの呼びかけがあったが、石原産業や三菱系の企業など被告企業が黙とうを拒否した。同じ原告の野田（2019年に死亡した語り部）は「恐れていた事が起きてしまった。雨が降る中汚染された四日市の街で（女性の名字）さんの涙の雨だあ」と泣きながら叫んだ。生前は夜は幼い子どもたちの面倒をみるため自宅に帰り、朝は夫や子どもたちを送り出すと小さな末の子を連れて病院のベッドで暮らす生活であった[112]。夫と3人の子供が代わりに四日市公害の遺族として原告となった[113]。

### 争点
1. 四日市コンビナート企業各社の共同不法行為が成立するかの是非。
2. 四日市コンビナート企業の故意の責任の有無。
3. 四日市コンビナート企業の過失の責任の有無。
4. 四日市コンビナート企業が排出した汚染物質による四日市公害と四日市ぜんそくなどの健康被害の因果関係があるかの立証。

### 判決
- 要旨は次の5つである。
  - ①注意義務。四日市コンビナート付近の塩浜地区住民の生命の危険・身体の危険に考慮しなかった注意義務。
  - ②予見可能性。明治時代に発生した足尾銅山事件などで人の健康被害の前例があった。
  - ③共同不法行為。他の複数の石油化学企業とのばい煙の排出に対する共同不法行為の認定。公害被害・健康被害に対する共同責任があった。
  - ④違法性の不存在。人の生命の貴重さ・身体の貴重さから違法性が無いと認められない。
  - ⑤予防措置。世界最高の技術知識を動員してでも、公害発生の防止措置を講ずるべきであった[114]。

- 被告側も控訴せず、公害防止に努力すると約束した。
- 公害患者の1人（野田）の「ありがとうの一言は四日市市内に青空が回復した後に言います」の野田メッセージがあった[115]。
- 三重県知事の田中覚と四日市市長の九鬼喜久男も行政責任を認めて塩浜地区を中心とする四日市市南部地域・中部地域の住民に謝罪した。
- 前川辰男四日市市議は1964年に「四日市で公害訴訟を起こせるのか」と野呂汎弁護士に相談した。1964年4月に公害犠牲者第1号が出たことを伝える報道があり、法廷で企業の責任を追及することが日本社会党や日本共産党の議員の間で議論された。野呂汎は名古屋市に事務所を置く弁護士で労働問題を手掛けていた東海労働弁護団の一員であった[116]。
- 判決文では、無計画に工場建設を容認した三重県・四日市市にも反省を促している。またこの中で、工場が1年間に排出できる煙の量を決定しており、これが大気汚染防止法の「排出規制」に繋がる。
- 裁判長、米本清（よねもときよし、1989年没、享年81歳）は四日市公害裁判の翌日に定年で退官した。判決から50年が過ぎた2022年7月、米本の長女、乾（いぬい）てい子弁護士は、「判例の積み重ねもなく、それまでになかった理論で判断しないといけない。とても大変な事件だった」と思いを巡らせ（た）（吉光慶太）[117]。

### 他の四大公害病との比較
- 三重県と四日市市が強力な石油化学企業の支援をして四日市コンビナートの誘致を実施したこと。
- 三重県と四日市市が第3コンビナートなど工場用地の規模を拡大する建設計画を続けて大気汚染による健康被害があっても効果がある公害対策をしなかったこと。
- 三重県と四日市市が公害病の原因である石油化学企業の取り締まりをしなかったことなどで公害裁判で行政責任が問われた点。
- 四日市市を中心に三重県は四日市コンビナートの建設で、戦後期に高度経済成長を達成をした点。
- しかし経済発展の代償として住民の健康と生活環境が悪化する悲劇が起きて、四大公害病（四日市公害・水俣病・新潟水俣病・イタイイタイ病）の内では、唯一の大気汚染を原因とする公害病であった点。
- 汚染物質が100%特定できず、複数の企業が四日市コンビナートで汚染物質を排出しており、どの企業が犯人か因果関係が不明であった点。
- また当時（高度経済成長期）は、川崎市のコンビナート（川崎公害）地域・岡山県倉敷市の水島コンビナート地域などの日本全国の工業地域でも大気汚染があり、他地域との違いを証明する必要性があったこと。
- 四日市市特有の公害事情があったことや四日市コンビナートが喘息疾患の原因とする100%の証明がなくて、四日市公害裁判で勝訴をするのが難しかった事情がある。

## その後
- 厚生省（現・厚生労働省）は、疫学的な手法で大気汚染による呼吸器への影響調査・検証を行い、その結果、高い有症率と大気汚染の関係を立証した。
- 典型的な高度経済成長期の「公害」で、日本初の本格的な大気汚染訴訟であり結果的に住民側が全面勝訴したこともあって、その後の日本の環境政策の拡充に大きな影響を与えた。
  - 近年では無計画に工場建設を容認したことの反省から、官民共同で設立された国際環境技術移転研究センターを中心に、発展途上国に対して公害・環境問題の指導・研修を実施している。
- 2007年7月、報道[要出典]によると、四日市ぜんそくの認定患者の総認定数を、同市のウェブサイトに、誤って約500人少なく掲載し、同月23日に訂正していたことが発覚した。同市のこの姿勢について、「公害問題の風化」を懸念する意見が出ている。
- 四日市市は公害対策を優先させすぎた結果、その他の政策がなおざりになっているという指摘[誰によって?]もある。具体的には、四日市市内に中央緑地公園・羽津山緑地・南部丘陵公園等の緑地帯を設けて公害の拡散を防ぐ等の環境政策には熱心だが、文化財の保護や観光産業にはあまり注力してこなかったことが挙げられる。ただし、2011年時点の四日市市の話として、ここ数年の工場見学ブームで四日市港内遊覧船の夜間運用にて、四日市港の夜景観光が行われるようになっており、四日市コンビナートは観光資源となっている。
- 当ページの冒頭の説明文に「1960年（昭和35年）から1972年にかけて四日市コンビナートから発生した大気汚染による集団喘息障害である」となっているが、1972年になって公害被害が終結したのでなく、1972年に裁判所によって四日市コンビナート企業の有罪が確定したことを意味する。地方自治体の三重県と四日市市は公害対策をするように司法から命じられた。公害問題で四日市コンビナート企業の有罪が確定して、日本国・三重県・四日市市なども四日市ぜんそくを招いたことで行政機関の公害責任も確定した。判決により公害対策をする必要性が求められ、四日市コンビナート企業の環境技術は進歩したものの、依然として公害による犠牲者が出ていた。1988年まで四日市市は大気汚染によって市内の環境は異常事態であるとして、公害が発生していることを認めていた。
- 2011年に東海テレビ制作のドキュメンタリー映画の『青空どろぼう』が上映された。福島第一原子力発電所事故と同じ公害として比較される形で、再び四日市ぜんそくが注目された。レコードレーベル「殺害塩化ビニール」によって「四日市ぜんそく」と云うパンクロックバンドが結成されて、四日市市民から通報を受けた四日市市は、公害患者を侮辱しており四日市公害のことを正確に理解していないとして、文部科学省に対して日本史（昭和史）と保健の授業において四日市ぜんそくの存在のみ教えるのではなく、正しい四日市公害の記述の記載と四日市ぜんそくに対する正しい教育を要望した。
- 四日市ぜんそくは水俣病や放射能汚染などと比較して公害患者に対する差別はほとんどなかったが、公害患者の自殺（報道規制があり表向きに報道されたのはわずかで）の多さや公害犠牲者の死亡との因果関係が難しい公害である。四日市ぜんそくは三重県以外の他の都道府県民が実際に四日市市の工業地帯に行き社会見学をすると、地理的構造が良く理解できる公害である[要出典]。
- 21世紀以降経済成長を続けるモンゴル国のウランバートルなどで大気汚染や水質汚染があり、「四日市公害がなぜ起きたのか。どうやって克服したのか」四日市公害を学ぶためモンゴルから留学生や調査員が視察に来る[120]。
- 水俣病、イタイイタイ病、新潟水俣病、四日市公害の四大公害病の中で、四日市公害のみが行政による公害博物館が設置されておらず、規模が小さい本町プラザ内の「公害資料館」のみだったが、四日市市議会議員が四日市市議会の質問の中で四日市公害の「公害博物館」の設置を要望し、ようやく四日市市によって公害博物館の建設計画ができた。
- 四日市のスーパーマーケット「岡田屋」（現・イオン）を経営していた岡田卓也は地元の公害問題を間近で経験したのを機に環境問題に関心を持つようになり、イオン環境財団（1990年設立）の発足や2023年現在でも継続しているイオングループ全体での植樹活動開始の契機となった[121]。
- 1995年（平成7年）度に四日市市環境学習センターが設立され、2005年（平成17年）度に四日市公害資料室が開設された。2015年（平成27年）3月21日に「四日市公害と環境未来館」が完成して、本格的な公害資料館が整備された。塩浜地区民の四日市公害に対する心の傷が大きく、公害を忘れたい思いや塩浜地区に対する公害イメージを嫌う思いもあり、塩浜地区の人口が全盛期の約17000人から約6000人に人口が半減した。四日市市が四日市公害の資料館の整備を進めたが、三重北勢健康増進センター「ヘルスプラザ」（四日市市塩浜町）内に開設する四日市市の展示方針に地元塩浜地区の連合自治会が反対決議をして、田中俊行市長などに提出した。資料館の開設場所は、四日市市の方針で四日市公害が発生した状況と大気が改善した現状が見られる場所として、四日市石油化学第1コンビナート近くで検討。既存の公共施設の有効活用も考え、複数の候補地から運営難で規模縮小の方針だったヘルスプラザを選んだ。塩浜地区連合自治会長は、資料館建設の反対ではないとしながらも、「公害と名の付く資料館ができると、塩浜が公害の町と思われる」と述べ、若者の地区離れの傾向が進むことを懸念。県道近くでトラックが行き交う交通事情から来館者の受け入れ態勢にも疑問を投げかけ、ヘルスプラザは福祉施設としての活用を求めた。塩浜地区に住む四日市公害訴訟の原告患者の野田之一（当時80歳）は「決議の真意は分からない。資料館は市内には欲しいが、塩浜にこだわる理由はない」と述べ、資料館の中身も含め、「四日市市民全員で考え、結論を出すべきだと思う」と述べていたが、四日市市が議論を重ねた結果、近鉄四日市駅西側の中部地区に四日市市立博物館と併設した施設の「四日市公害と環境未来館」を2015年に建設した。
- 2011年9月15日に元原告の男性が（四日市市小古曽在住）79歳で多臓器不全が原因で死亡し、9名だった元原告は四日市公害の判決以前に2人が死亡。その後に21世紀までに原告が次々と病死し、2011年（平成23年）には、遂に元原告の生存者は1名となり、2019年（平成31年）1月25日に最後の原告で四日市公害裁判の語り部だった野田之一が呼吸器の病気で死亡した[122]。
- 2012年（平成24年）7月に四日市公害裁判勝訴40周年記念に四日市市や市民団体主催で記念行事が実施された。